# Réformes prussiennes
Vous lisez un « article de qualité » labellisé en 2008.

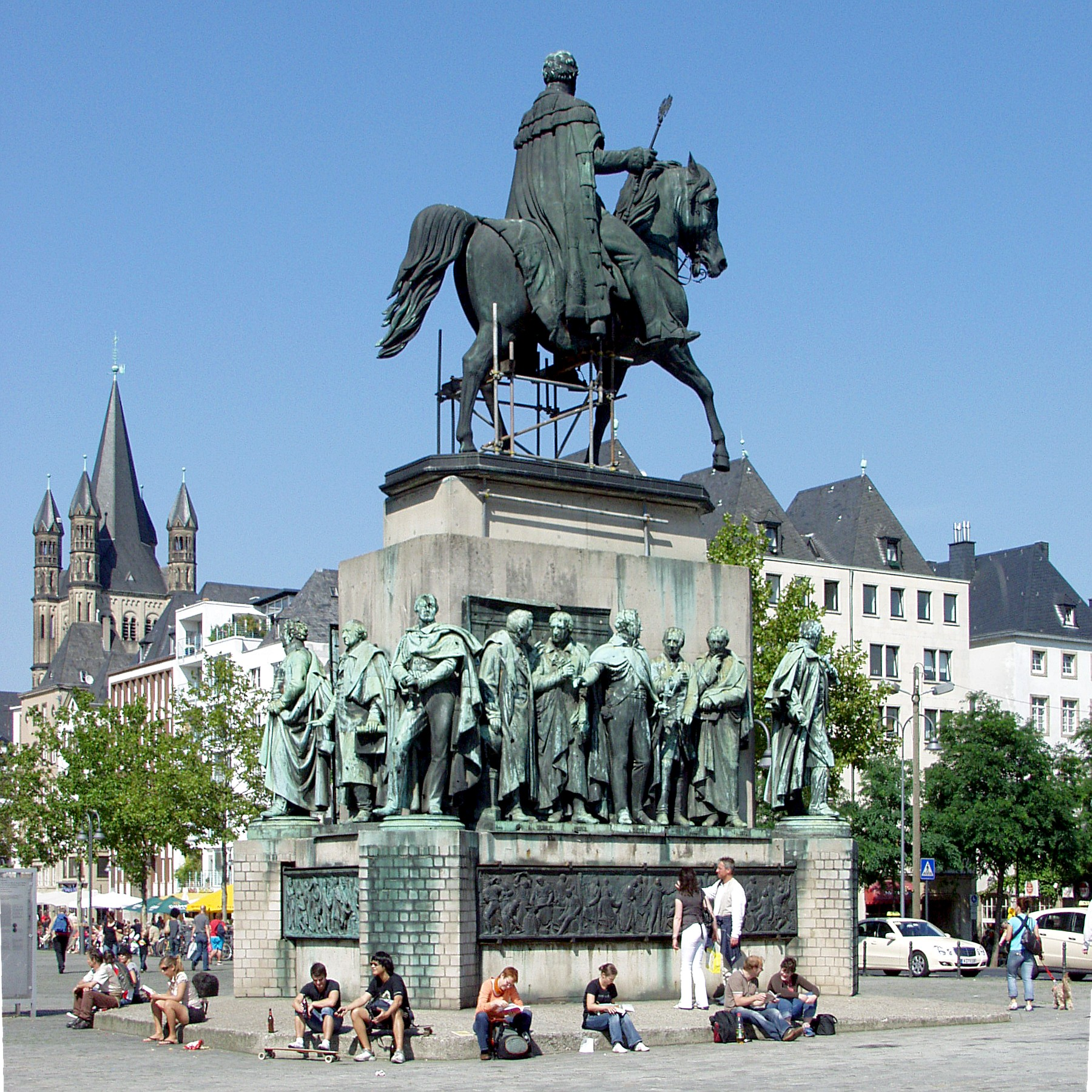
Statue érigée sur le Heumarkt à Cologne à la gloire de la Prusse. Autour du socle de la statue de Frédéric-Guillaume III de Prusse sont disposées les statues des grands réformateurs prussiens tels que Stein, Hardenberg, Schön ou encore Humboldt.

Les Réformes prussiennes, (en allemand Preußische Reformen ou Stein-Hardenbergsche Reformen, d'après les noms de leurs deux principaux instigateurs Stein et Hardenberg) désignent une restructuration d'inspiration libérale de l'administration et du système de production agricole et industriel de la Prusse, menée entre 1807 et 1819.
En 1806, la Prusse perd la guerre face à la France de Napoléon Ier après les batailles d'Iéna et Auerstaedt. Le deuxième traité de Tilsit de 1807 démembre le royaume qui perd environ la moitié de son territoire et doit payer de lourds tributs de guerre. Cette défaite met en exergue les faiblesses du modèle d'État absolutiste prussien et exclut le royaume du cercle des grandes puissances européennes. Une rationalisation de l'administration est nécessaire afin de retrouver des marges budgétaires tout en payant les réparations de guerre. Cette modernisation de la Prusse est menée à partir de 1807 à l'instigation de deux hommes d'État.
Heinrich Friedrich Karl vom Stein et après lui Karl August von Hardenberg sont les principaux meneurs de la politique de réforme qui se décline dans plusieurs domaines. Concernant l'agriculture, le servage est aboli et la possibilité donnée aux paysans de devenir propriétaires terriens. Dans l'industrie, les réformes visent à favoriser la concurrence en supprimant le monopole des corporations. L'administration est décentralisée et le pouvoir de la noblesse diminué. D'autres réformes sont menées en parallèle : les réformes militaires de Gerhard von Scharnhorst, August Neidhardt von Gneisenau et Hermann von Boyen ou la vaste réforme de la formation menée par Wilhelm von Humboldt. Gneisenau souligne la cohérence de ces réformes quand il pense que la Prusse doit se fonder sur la « triple puissance des armes, de la science et de la constitution ».
Si le début de la période des réformes est aisément identifiable, il est plus difficile de lui assigner un terme précis. Sur le plan de la politique constitutionnelle et de la politique intérieure, l'année 1819 marque une rupture, même en Prusse où les aspirations constitutionnelles ont laissé place à des tendances restauratrices. Le bilan des réformes est nuancé avec des conséquences allant parfois à l'encontre de la volonté initiale des réformateurs. Les réformes agraires libèrent certes les paysans mais la libéralisation des terres condamne beaucoup d'entre eux à la pauvreté. La noblesse voit ses privilèges réduits mais connaît un renforcement de sa position. Incontestablement, les réformes modernisent le royaume. Certains, comme Heinrich von Treitschke, voient les réformes comme la genèse de la fondation de l'Empire allemand.

## Raisons, fondements et buts des réformes

### Situation de la Prusse en 1807

#### Place de la Prusse dans l'Europe en 1807

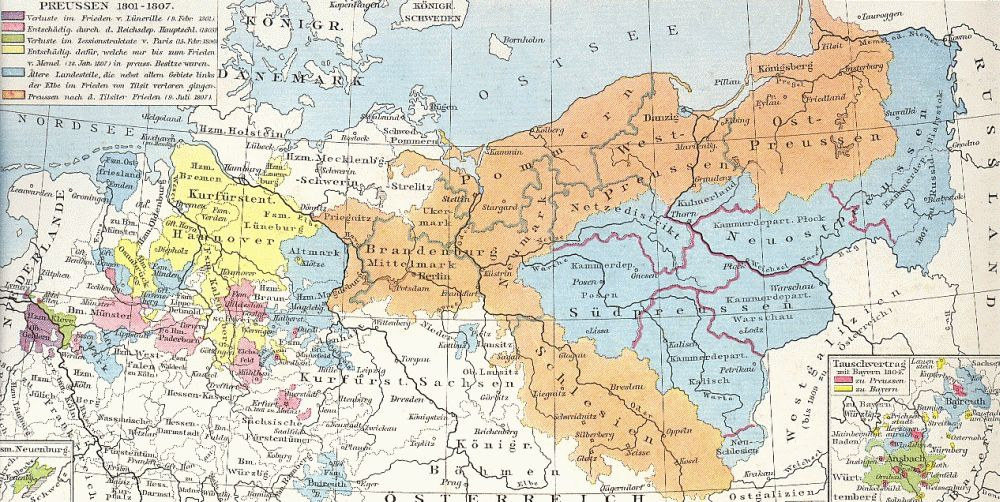
Carte montrant le territoire prussien après Tilsit (en orange).

En 1803, le recès d'Empire modifie en profondeur la carte politique et administrative de l'Allemagne. Favorable aux états moyens et à la Prusse, la réorganisation renforce l'influence de la France. En 1805, la Troisième Coalition, comprenant l'Autriche et la Russie, est formée dans l'optique de lutter contre les progrès de la domination française en Europe. La Prusse hésite à se joindre à elles mais y renonce quand l'armée austro-russe est défaite à la bataille d'Austerlitz en décembre 1805. Triomphant, Napoléon Ier continue son travail d'affaiblissement du Saint-Empire romain germanique. Le 12 juillet 1806, il détache 16 États allemands qui forment la confédération du Rhin sous influence française. Le 6 août qui suit, François II est forcé de renoncer à son titre d'empereur et doit dissoudre le Saint-Empire.
L'influence française s'étend alors jusqu'aux frontières de la Prusse dont le roi, Frédéric-Guillaume III, n'apprécie pas la situation. Encouragée par le Royaume-Uni, la Prusse rompt sa neutralité en vigueur depuis 1795 et dénonce le Traité de Bâle. Le royaume intègre la Quatrième Coalition et entre en guerre contre la France. Les troupes sont mobilisées le 9 août 1806. Deux mois plus tard, le 14 octobre, l'armée prussienne est défaite aux batailles d'Iéna et d'Auerstaedt. La Prusse est au bord de l'effondrement. Trois jours après la défaite, Frédéric-Guillaume III fait placarder des affiches pour appeler les Berlinois au calme. Dix jours plus tard, Napoléon entre en vainqueur dans la capitale prussienne. Frédéric-Guillaume fonde ses derniers espoirs sur l'intervention de la Russie d'Alexandre Ier mais celle-ci est défaite à son tour.
La guerre prend fin le 7 juillet 1807 avec le premier traité de Tilsit entre Napoléon Ier et le tsar Alexandre. Deux jours plus tard, un second Traité de Tilsit est signé entre la France et la Prusse. Il enlève au royaume prussien la moitié de ses territoires. Frédéric-Guillaume III doit notamment reconnaître Jérôme Bonaparte comme le souverain du Royaume de Westphalie nouvellement créé, auquel sont attachées les territoires de la Prusse situés à l'ouest de l'Elbe. La Prusse, qui comptait 9,9 millions d'habitants en 1805, perd 4,55 millions d'habitants. Elle doit également payer des indemnités de guerre à hauteur de 120 millions de francs et entretenir l'armée française d'occupation forte de 150 000 soldats.

#### Situation économique et budgétaire en 1807
La cinglante défaite de 1806 n'est pas seulement la conséquence de mauvaises décisions ou du génie militaire de Napoléon. Elle est aussi le reflet de la mauvaise structure intérieure de la Prusse. Au XVIIIe siècle, la Prusse est l'État modèle de l'absolutisme éclairé en Allemagne. À l'ouest et au sud, les pouvoirs corporatifs ainsi que d'autres pouvoirs particuliers n'existent pour ainsi dire plus. Pourtant, à l'époque de Frédéric II, la Prusse est un pays orienté vers les réformes qui commencent par l'abolition de la torture en 1740.

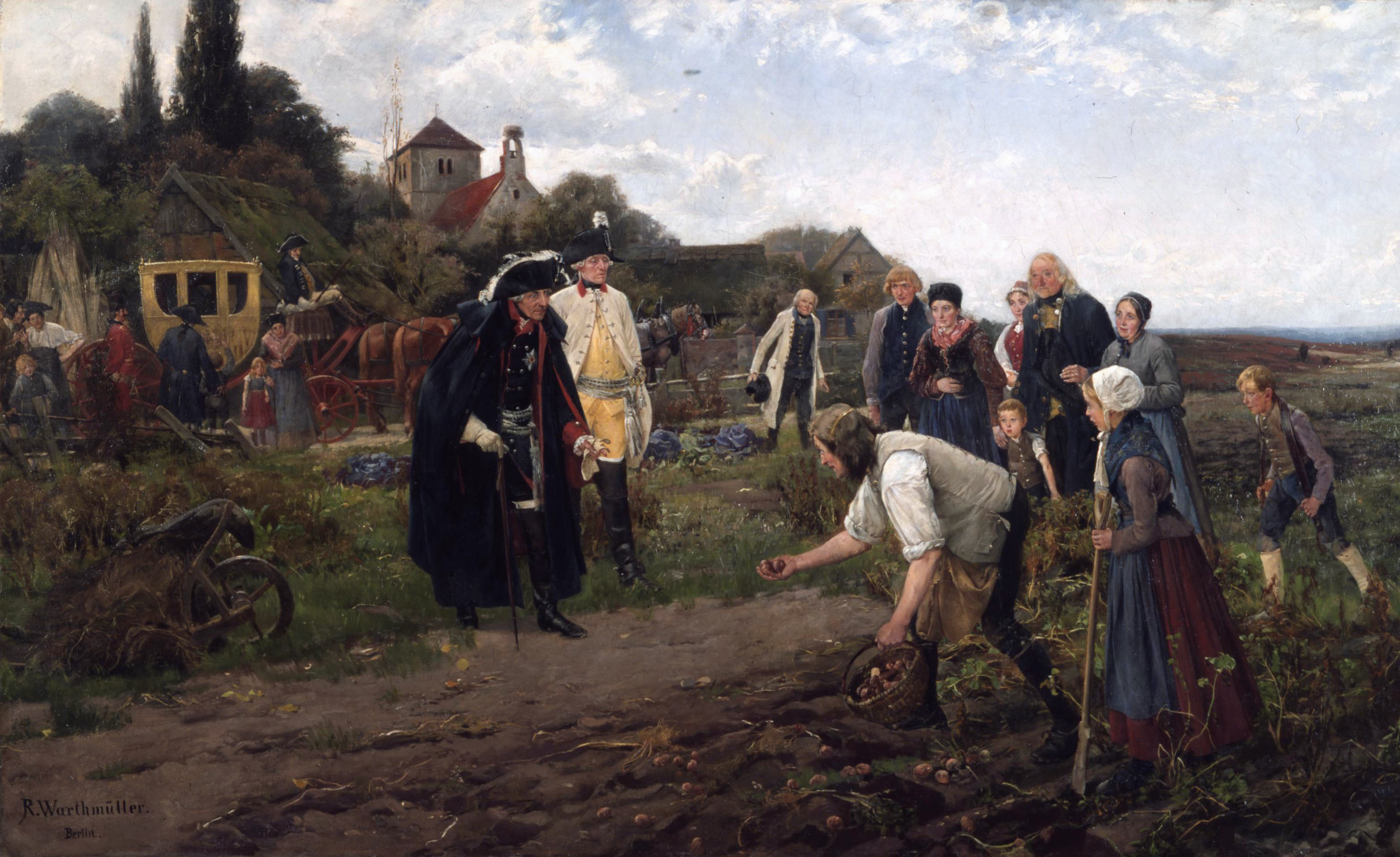
Frédéric II inspectant ses terres, ici les cultivateurs de pommes de terre. Toile de Robert Müller (1886)

Les réformes économiques de la deuxième moitié du XVIIIe siècle s'appuient sur une logique mercantiliste. Elles doivent permettre à la Prusse d'accéder à un certain degré d'autarcie et de dégager des excédents de production pour l'exportation. Joseph Rovan souligne que « l'intérêt de l'État exigeait que les sujets fussent en bonne santé, bien nourris, et que l'agriculture, comme les manufactures, rendissent le pays indépendant de l'étranger, tout en lui permettant de gagner de l'argent en exportant les excédents ». Le développement économique doit également permettre de pourvoir à l'entretien de l'armée. Des travaux d'infrastructure et de développement sont entrepris : construction de canaux, de routes et de manufactures. Des régions sont viabilisées et mises en culture comme les marais de l'Oder, de la Warthe et de la Netze. On développe la culture de la pomme de terre.
L'industrie reste cependant très contrainte. L'état est très dirigiste en ce qui concerne la production industrielle. Les corps de métiers sont organisés en corporations qui sont en situation de monopole. Les réglementations fiscales et douanières sont complexes et peu efficaces. Après la défaite de 1806, le budget de la Prusse est très sollicité. Le royaume doit payer des indemnités de guerre et entretenir l'armée française d'occupation. Comme au XVIIIe siècle, les réformes du début du XIXe siècle vont avoir pour but de dégager des marges budgétaires, notamment à travers le développement économique.

#### Situation administrative et réglementaire en 1807
Frédéric II favorise ainsi le développement économique mais mène également des réformes politiques. Son gouvernement travaille ainsi à la toute première codification des lois : l’Allgemeines Landrecht für die preußischen Staaten (littéralement Code général pour les États prussiens), composé de 19 000 paragraphes. L'article 22 indique que tous les sujets sont égaux devant la loi : « Les lois de l'État unissent tous les membres de celui-ci, sans différence d'état, de rang et de sexe ». En 1786, Frédéric II meurt alors que le texte n'est pas achevé. Frédéric-Guillaume II accède au pouvoir et reconduit la même structure administrative et les mêmes fonctionnaires.
Le système absolutiste commence alors à se figer sous l'influence obscurantiste de Johann Christoph von Wöllner, conseiller privé aux finances de Frédéric-Guillaume II. Les réformes engagées s'enlisent, notamment en ce qui concerne la modernisation sociale. La rédaction de l'Allgemeines Landrecht est terminée en 1792, mais la Révolution française fait monter les résistances face à ce texte, surtout du côté de la noblesse. Le texte est alors retiré pour être révisé. Il n'entre en vigueur qu'en 1794. Il a certes pour but de lier l'État et la société bourgeoise à la loi et au droit mais il fixe dans le même temps l'organisation d'Ancien Régime dans son ensemble. Le servage est par exemple aboli dans les domaines royaux mais non sur les terres des grands propriétaires nobles à l'Est de l'Elbe. La noblesse garde également sa position dans l'armée et l'administration.
En 1797, Frédéric-Guillaume III remplace son père à la tête de l'état prussien. Hormis l'Allgemeines Landrecht promulgué en 1794, il trouve à son arrivée au pouvoir une société figée et vieillie. Sa propre conception de l'État est absolutiste. Il considère que l'État doit être aux mains du souverain. Dès avant 1806, de nombreux observateurs et hauts-fonctionnaires comme Heinrich Friedrich Karl vom Stein et Karl August von Hardenberg soulignent le fait que l'État a besoin d'une restructuration. Stein, alors ministre des Finances et de l'Économie, met en œuvre plusieurs réformes : homogénéisation du prix du sel alors monopole d'État, abolition partielle des taxes entre les territoires du royaume. En avril 1806, il publie un mémoire intitulé Darstellung der fehlerhaften Organisation des Kabinetts und der Notwendigkeit der Bildung einer Ministerialkonferenz (littéralement Exposé sur l'organisation imparfaite du cabinet et sur la nécessité de constituer une conférence ministérielle). Il y écrit : « Une nouvelle organisation des affaires de l'État améliorée, à la mesure des besoins de l'État nés des circonstances. Le but principal est d'obtenir plus de force et d'unité à travers l'administration ».

### Initialisation des réformes

#### Élément déclencheur: la défaite de 1806

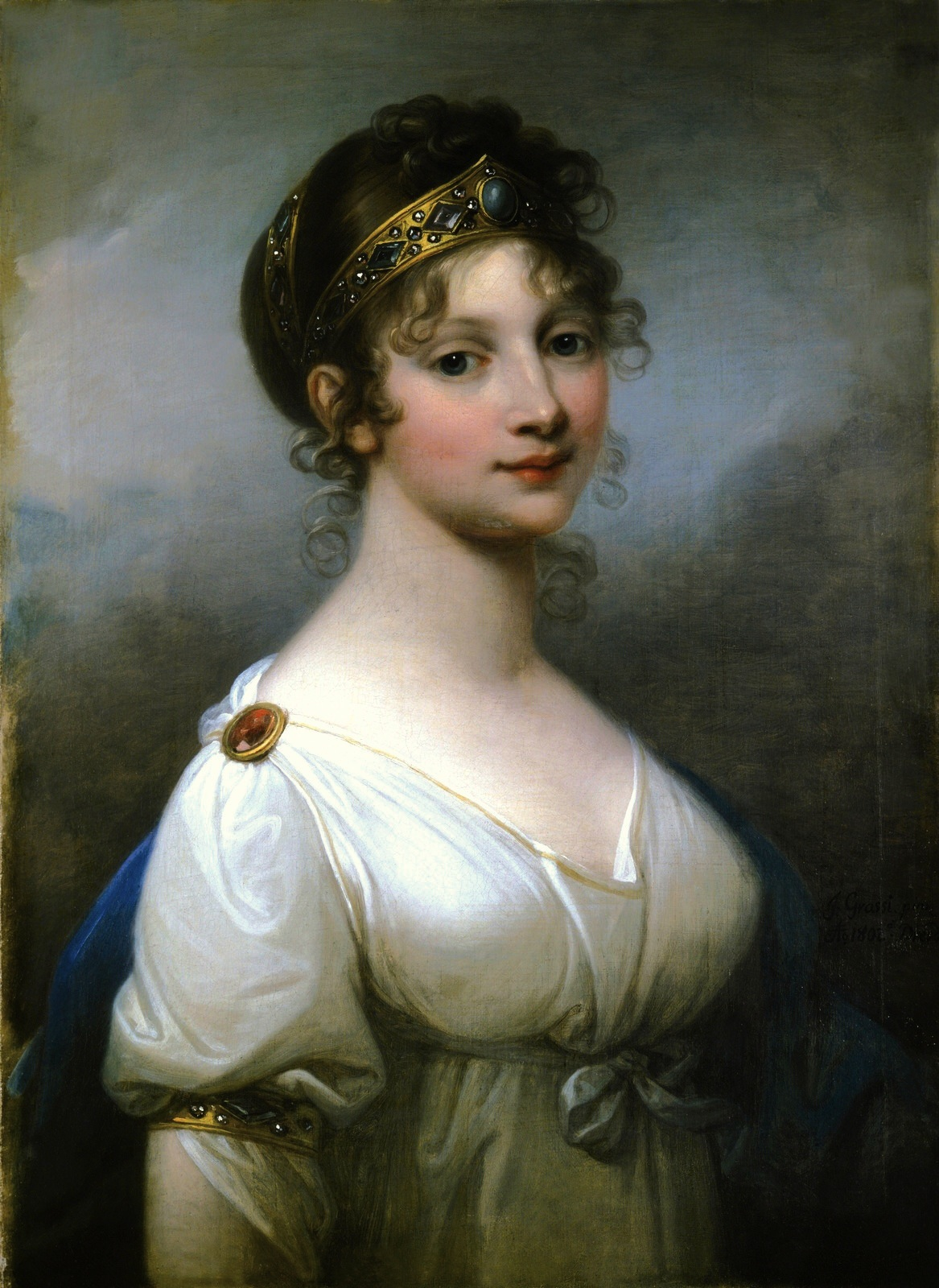
La reine Louise de Prusse.

Le conflit contre Napoléon Ier révèle les lacunes de l'organisation de l'état prussien. Partisan de la guerre et vif critique de la politique du souverain prussien, Stein est démis de ses fonctions en janvier 1807 après la défaite face à la France. Mais Frédéric-Guillaume III voit que l'État et la société prussiens ne peuvent continuer à vivre que si des réformes sont engagées. Après le traité de Tilsit, il rappelle Stein comme ministre d'État le 10 juillet 1807 avec l'appui de Hardenberg et de Napoléon qui voit en lui un soutien à la France. La reine Louise de Mecklembourg-Strelitz soutient également la nomination de Stein. C'est d'ailleurs elle qui est le moteur au sein du couple royal. Aidée entre autres par Stein et Hardenberg, elle convainc son mari de mobiliser en 1806. En 1807, elle rencontre même Napoléon pour lui demander de revoir les dures conditions imposées. Hardenberg écrit la même année : 

« Je crois que la reine Louise aurait pu dire au roi ce que la reine de Navarre, Catherine de Foix, a dit à son mari Jean d'Albret "Si nous étions nés, Vous Chatérine et moi Don Jean, nous n'aurions pas perdu notre royaume"; car elle aurait écouté des hommes d'énergie et leur aurait demandé conseil, elle les aurait engagés et aurait agi de manière décidée. Ce qui lui a manqué en matière de force personnelle aurait été remplacé de cette manière. Un courage entreprenant aurait remplacé un courage tolérant. »

Stein pose certaines conditions parmi lesquelles la fin du système des cabinets. À la place, les ministres doivent obtenir le droit de pouvoir parler directement au roi. Après que cette condition a été satisfaite, Stein prend ses fonctions et est alors directement responsable de l'administration civile et exerce un rôle de contrôle sur les autres ressorts. Frédéric-Guillaume III se montre toutefois peu enclin à engager des réformes et reste longtemps hésitant. Il faut aux réformateurs déployer beaucoup d'efforts pour convaincre le roi. Dans cette situation, c'est au sein de la bureaucratie et de l'armée que les réformateurs prennent le dessus sur la noblesse et sur les forces conservatrices et restauratrices. La philosophie idéaliste d'Emmanuel Kant exerce alors une grande influence sur les réformateurs. Parmi ceux-ci, Stein et Hardenberg rédigent chacun en 1807 un mémoire qui décrit leurs idées.

#### Mémoire de Nassau

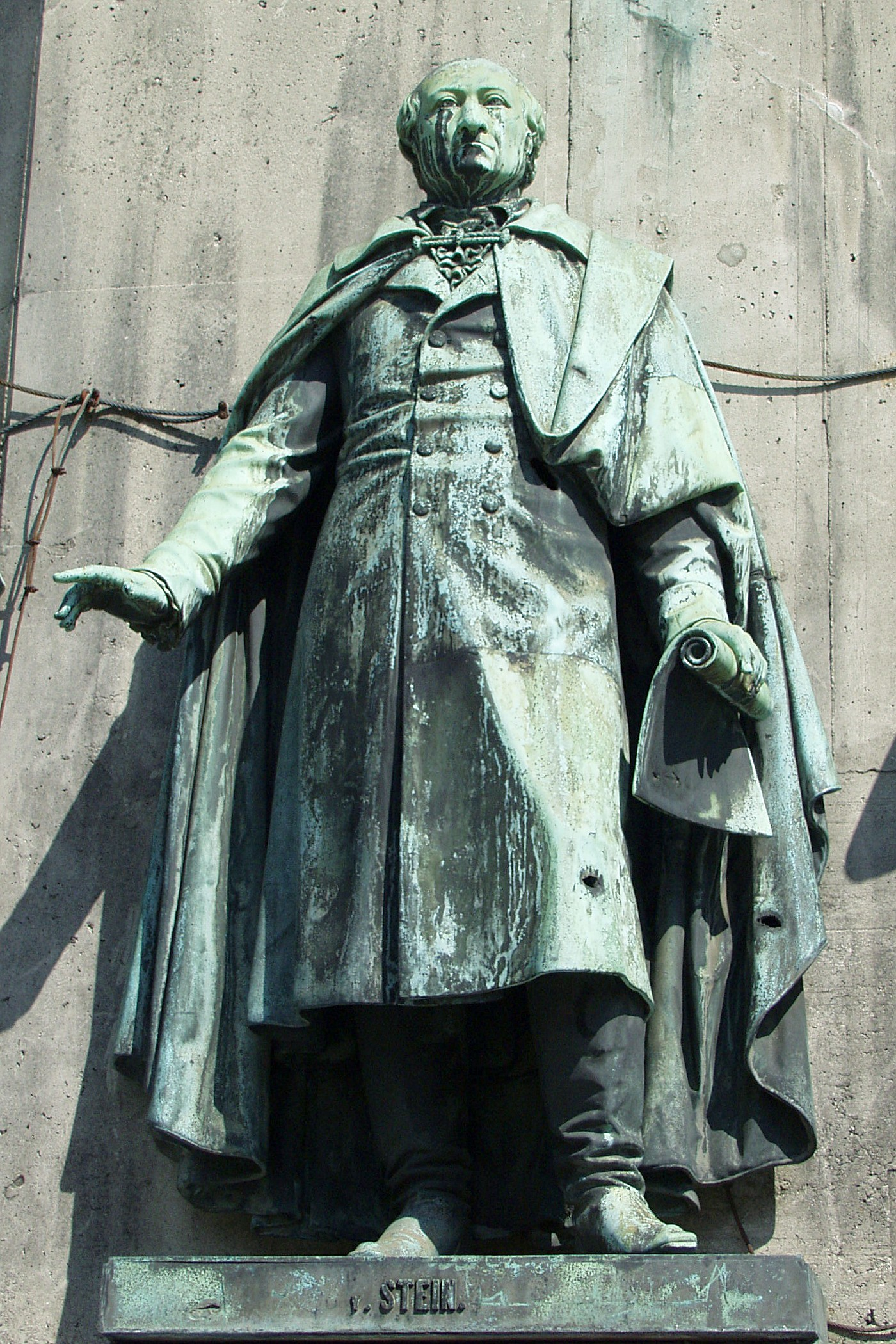
Karl Heinrich vom Stein, instigateur des premières réformes.

Après son renvoi, Stein se retire dans ses terres de Nassau. En 1807, il rédige le Mémoire de Nassau (Nassauer Denkschrift) dont la ligne principale est la réforme de l'administration. Contrairement aux réformes dans les États de la confédération du Rhin, l'approche de Stein est traditionaliste. Elle est plutôt dirigée contre l'Aufklärung et s'attache à une critique de l'absolutisme. Stein suit des modèles anglais comme celui de la Glorieuse Révolution de 1688. Stein est sceptique face à la bureaucratie centrale et milite pour la décentralisation et la collégialité au sein de l'administration. Avec ses collaborateurs, il suit une « politique de modernisation défensive, non avec mais contre Napoléon ».
Selon Stein, l'administration doit se répartir en domaines de compétences et non plus en domaines géographiques. C'est ainsi que l'administration doit se diviser en deux branches : la branche des revenus publics et celle de la haute police d'État (oberste Staatspolizei). L'un des principaux buts de ce concept est de rationaliser le système de financement de l'État. La Prusse est anéantie par les conséquences du Traité de Tilsit, elle a besoin d'argent pour faire face. La rationalisation des finances va permettre d'accroître les revenus de l'État en limitant les pertes dues à la mauvaise organisation des administrations.
Stein est un antiabsolutiste et un antiétatiste. Il est méfiant envers la bureaucratie et les administrations centrales. Pour lui, les fonctionnaires ne sont que des gens payés qui exercent leur tâche avec une « indifférence », une « crainte du changement et de la nouveauté ». Il mise plutôt sur une décentralisation et une direction collégiale de l'État. Stein préconise alors l'auto-administration des provinces, des Kreise (arrondissements) et des communes. Grâce aux différents postes qu'il a exercés auparavant, Stein se rend compte qu'il faut harmoniser le mode de gouvernement des provinces. C'est au modèle de l'ancienne constitution corporative que Stein a recours, comme il l'avait rencontré en Westphalie. Le propriétaire terrien doit selon Stein être la clef de voûte du système d'auto-administration : « Si le propriétaire est exclu de toute participation à l'administration provinciale, alors le lien qui le relie à la patrie reste inutilisé ».
Pour Stein, les considérations fonctionnelles ne sont cependant pas les seules à jouer un rôle. Il faut en premier lieu éduquer le peuple à la politique et l'auto-administration des provinces en est un des outils. Il écrit en effet en ce qui concerne la participation des propriétaires à l'administration des provinces que « l'économie en matière de coûts d'administration est cependant le gain le moins important obtenu par la participation des propriétaires à l'administration provinciale. Ce qui est bien plus important, c'est la stimulation de l'esprit de communauté et du sens civil, l'utilisation des forces endormies et mal dirigées et des connaissances éparpillées, l'harmonie entre l'esprit de la nation, ses vues et ses besoins et ceux des administrations nationales, la réanimation des sentiments pour la patrie, l'indépendance et l'honneur national ». Dans ses projets de réformes, Stein prend en compte la réforme d'un système politique tout en ne perdant pas de vue l'unité de la Prusse ébranlée par la défaite de 1806.

#### Mémoire de Riga
Stein et Hardenberg ne marquent pas seulement la politique successivement, ils représentent également deux approches différentes de la politique. Hardenberg est davantage pétri des idées de l'Aufklärung. Il reprend les principes de la Révolution française et les suggestions nées de la pratique politique napoléonienne encore plus profondément que Stein. Hardenberg est un étatiste qui aspire à un renforcement de l'État grâce à une administration dense et centralisée. Toutefois, ces différences ne représentent qu'un certain changement de tendance au sein des forces réformatrices. Les initiatives mises en place sont en effet intimement liées dans le temps, dans leur contenu et dans leurs buts, si bien qu'est forgé le concept de Stein-Hardenbergsche Reformen.
Le Mémoire de Riga (Rigaer Denkschrift) est rédigé la même année que le mémoire de Stein et présenté le 12 septembre 1807. Il porte le titre De la réorganisation de l'État prussien. À cette époque, Hardenberg réside à Riga, il vient d'être renvoyé en juillet par le roi de Prusse sous la pression de Napoléon. Hardenberg développe différentes idées concernant l'ensemble de l'État prussien avec ses collaborateurs. Les principaux rédacteurs de ce mémoire sont Barthold Georg Niebuhr, expert financier, Karl vom Stein zum Altenstein, futur ministre des Finances et Heinrich Theodor von Schön. Ces derniers constatent que la Révolution a donné un nouvel élan à la France : « Toutes les forces endormies ont été réveillées, la misère et le faible, les vieux préjugés et les défauts ont été détruits ».

La Prusse doit suivre cet exemple : 

« La folie de penser que l'on peut accéder à la révolution de la manière la plus sûre en restant attaché à l'ancien et en suivant de manière stricte les principes qu'elle a fait valoir a particulièrement contribué à stimuler la révolution et à la faire grandir continuellement. La puissance de ces principes est si grande : ils sont si généralement reconnus et répandus, que l'État qui ne les accepte pas doit s'attendre à la ruine ou à être forcé de les accepter ; même la rapacité de Napoléon et de ses aides les plus favorisées, sont soumises à cette puissance, et cela restera ainsi contre leur volonté. On ne peut nier que, malgré le despotisme de fer avec lequel il gouverne, il suit néanmoins ces principes en beaucoup de choses essentielles ; au moins il est forcé d'y obéir en apparence. »

— Rigaer Denkschrift
Les auteurs penchent donc pour une révolution « dans le bon sens », ce que les historiographes vont désigner par la suite sous le concept de « révolution d'en haut ». Les souverains et leurs ministres mettent en place des réformes pour parvenir au résultat d'une révolution sans à en subir les écarts et les violences potentiels et ainsi préserver leur pouvoir.
On retrouve les mêmes idées que dans le mémoire de Stein comme le ravivement de l'esprit national en faisant collaborer la nation et l'administration. Hardenberg s'attache également à définir les trois états de la société : la noblesse, la bourgeoisie et les paysans. Pour lui, les paysans font partie de « l'état le plus nombreux et le plus important mais toutefois le plus délaissé et rabaissé dans l'État » et ajoute que « l'état des paysans doit nécessairement devenir le premier objet de son attention ». Hardenberg s'attache aussi à souligner le principe du mérite qui doit régner dans la société en affirmant que « Toute charge dans l'État, sans exception, n'est pas celle de telle ou telle caste mais est ouverte au mérite et à l'habileté et à la capacité de tous les états ».

### Aperçu des réformes
Dans les quatorze mois qui suivent sa nomination, Stein met en place ou prépare les plus importantes réformes. La politique que Stein met en œuvre a pour arrière-plan une grande crise financière engendrée par les exigences napoléoniennes, ce qui pousse Stein à une politique de rigueur radicale. Des biens étatiques sont gagés pour pouvoir faire face aux contributions de guerre. Le succès des réformes initiées par Stein est le résultat d'une discussion qui avait été déjà engagée dans la haute bureaucratie. Le rôle de Stein dans leur mise en place est variable. Il ne s'est par exemple presque pas occupé des questions de détail. Beaucoup de réformes ont été ébauchées par d'autres collaborateurs comme Heinrich Theodor von Schön pour l'Édit d'octobre mais Stein a été responsable de les présenter au roi et aux autres forces de la société comme la noblesse qui y étaient réfractaires.
Pendant la courte période où Stein était en place, les lois décisives sont promulguées, même si la loi d'organisation sur l'administration de l'État n'est publiée qu'en 1808 c'est-à-dire après sa chute. C'est pendant le mandat de Stein qu'est mis en œuvre l'Édit d'octobre de 1807 et le Règlement des villes (Städteordnung) de 1808. Après un court mandat de Karl vom Stein zum Altenstein, Hardenberg reprend les rênes de la politique. À partir de 1810, il porte le titre de Chancelier d'État (Staatskanzler), titre qu'il va garder jusqu'en 1822. Grâce à lui, la réforme agraire est parachevée avec les Édits de Régulation (Regulierungsedikten) de 1811 et 1816 ainsi que la Ablöseordnung (littéralement règlement de rachat) de 1821. On doit ajouter à ces réformes celles des métiers comme l'Édit sur la taxe professionnelle du 2 novembre 1810 ou la Loi sur la police des métiers (Gewerbepolizeigesetz) de 1811. En 1818 ont suivi des lois douanières abolissant les taxes intérieures. En ce qui concerne les réformes de la société, l'Édit d'émancipation de 1812 est promulgué pour les citoyens juifs. Malgré les différentes situations initiales et les buts poursuivis, des réformes semblables sont mises en œuvre dans les États de la confédération du Rhin, sauf pour les réformes militaires et de l'enseignement. Les tendances à la restauration vont finir par arrêter la politique de réforme en Prusse autour des années 1819-1820,.

### Champs d'action principaux

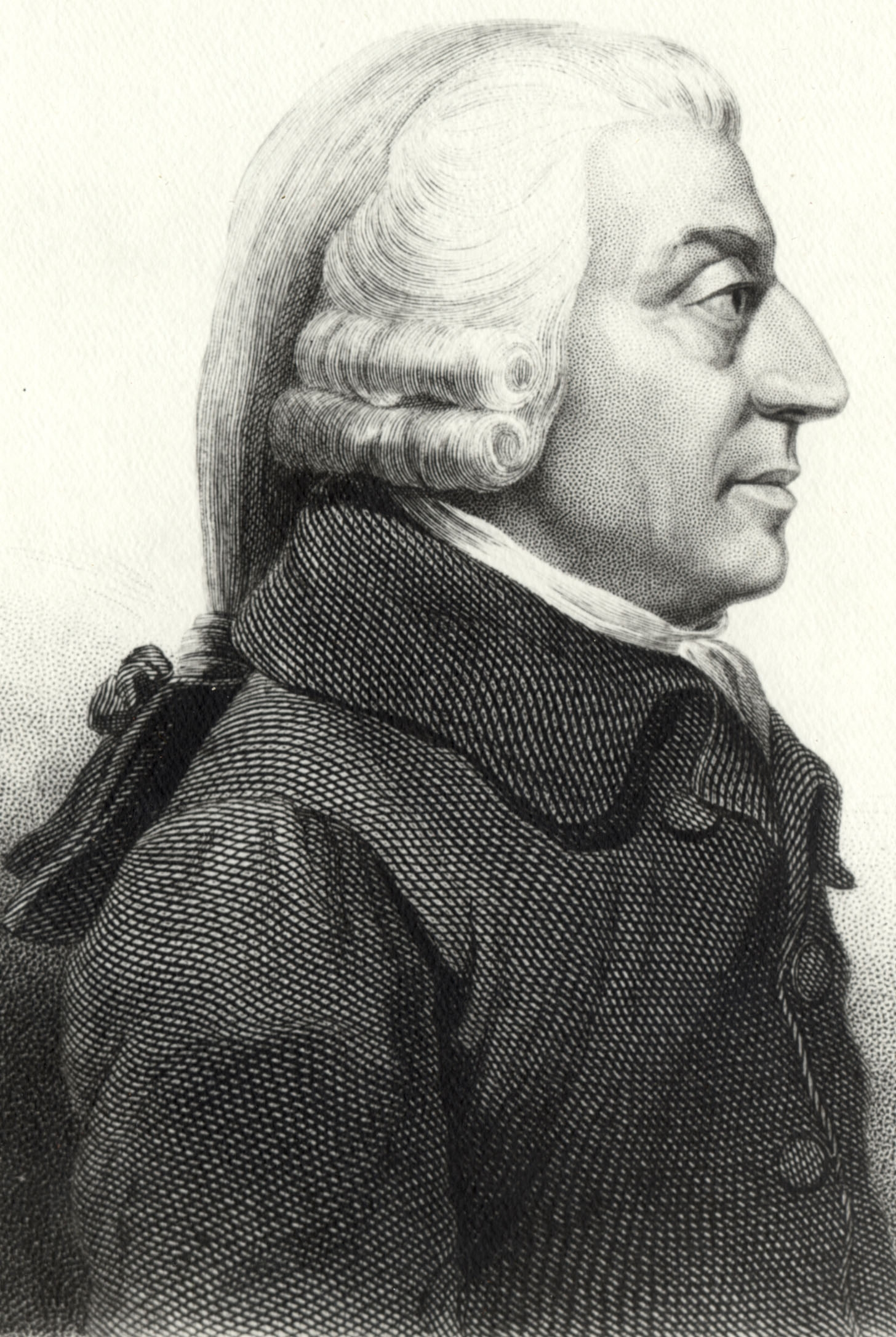
En matière de politique économique, les réformateurs ont fortement été influencés par Adam Smith.

Les réformes qui vont être mises en place sont essentiellement une synthèse entre des concepts anciens et progressistes. Leur but est de remplacer les structures de l'État absolutiste rendues entre-temps peu efficaces. L'État doit offrir au citoyen la possibilité de s'impliquer dans les affaires publiques sur la base d'une liberté personnelle et d'une égalité devant la loi. Le gouvernement se donne pour ligne de conduite principale de rendre possible la libération du territoire occupé par les Français et le retour au rang de grande puissance grâce à la modernisation de la politique intérieure.
Le sujet prussien doit devenir un citoyen acteur de l'État grâce à l'introduction de l'auto-administration dans les provinces, les arrondissements et les communes. Le sentiment national doit être éveillé comme le préconise Stein dans son Mémoire de Nassau. Toutefois, les devoirs sont en partie plus importants que les droits. De plus, le concept que Stein a de l'auto-administration repose sur une société de classes. Un compromis entre des aspects corporatifs et un système représentatif moderne a été mis en place. La société divisée autrefois en noblesse, clergé et bourgeoisie est remplacée par une société divisée en noblesse, bourgeoisie et paysans. Le droit de vote doit en outre être élargi et concerner les paysans libres, ce qui sera l'une des bases de la libération des paysans de 1807.
La nouvelle organisation du pouvoir dans les campagnes fait partie, avec les réformes de l'industrie, de la libéralisation de l'économie prussienne. À cet égard, les réformes sont allées beaucoup plus loin en Prusse que dans les États de la confédération du Rhin et ont également connu un succès beaucoup plus grand. La crise financière de 1806, amenée en grande partie par les contributions, les coûts d'occupation et les dépenses diverses dues à la guerre, a donné l'impulsion nécessaire à ces changements. En tout, la Prusse doit payer 120 millions de francs à la France. La libération des paysans, les réformes de l'industrie et les autres mesures sont destinées à faire disparaître des entraves économiques et imposer la libre concurrence. Les réformateurs prussiens s'appuient plus fortement que ne le font les réformateurs du sud de l'Allemagne sur le libéralisme économique d'Adam Smith propagé par Heinrich Theodor von Schön ou Christian Jakob Kraus. Les réformateurs ne cherchent pas à encourager une industrie qui est à l'époque peu développée mais à remédier à la crise qui traverse l'économie agricole,.

## Réformes de l'État et de l'administration
La priorité pour les réformateurs est la réorganisation de l'administration et de l'État. Il n'existe pas véritablement d'État prussien avant 1806 mais une multitude d'États, de provinces réunies pour la plupart autour de la seule personne du roi. Il n'existe pas d'administration unifiée, mais deux structures parallèles : des administrations décentralisées compétentes chacune pour tous les domaines sur un territoire donné et une administration centralisée compétente pour un seul domaine sur l'ensemble du territoire. Cette double structure rend toute coordination difficile. Le gouvernement ne dispose ainsi d'aucune vue d'ensemble sur la situation économique du royaume. Les ministres du gouvernement ont peu de poids face au cabinet du roi où les conseillers politiques personnels ont beaucoup plus de pouvoir qu'eux.

### Bureaucratie et direction de l'État

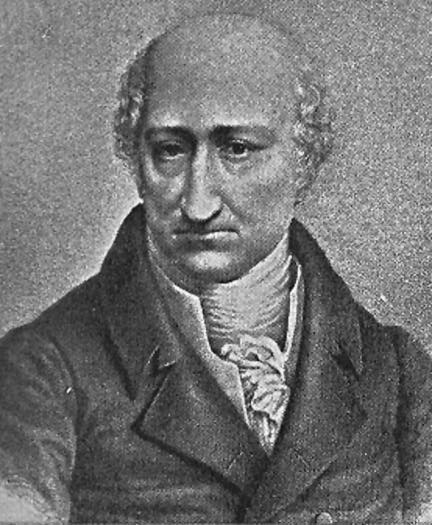
Vom Stein pose les premiers jalons de la réforme de l'État.

C'est avec le début de l'ère Stein que l'État prussien s'unifie. Le vieux système des cabinets est aboli. À la place d'une administration supérieure mal définie comme l'était le Generaldirektorium, on introduit un ministère d'État (Staatsministerium) le 16 décembre 1808. Cette réforme est complétée en 1810. Désormais, l'administration est régie selon le principe du ressort. Le Staatsministerium regroupe cinq grands ministères : ministère de l'Intérieur, des Affaires étrangères, des Finances, de la Justice et de la Guerre, tous responsables devant le roi. Ces modifications ne peuvent prendre tout leur sens que par la création d'une direction étatique plus efficace. L'absolutisme prussien est remplacé par une double domination du monarque et de la bureaucratie dans laquelle les ministres ont une place importante, allant jusqu'à dépasser l'influence du souverain qui ne peut plus régner qu'à travers l'action de ses ministres. À l'époque de Stein, le Staatsministerium est organisé de manière collégiale, il n'y a pas de Premier Ministre. Ce poste n'est institué que sous Hardenberg qui reçoit le titre de Chancelier d'État en juin 1810 et contrôle la relation des ministres avec le roi.
On introduit également des modifications considérables à la tête de l'État. À partir de 1808, la Prusse est divisée en districts. Les différents gouvernements de ces districts sont composés selon le principe de ressort, comme les ministères d'État. Dans les régions sont institués dans un premier temps les hauts présidents. Ils ont pour mission de stimuler les choses et sont directement subordonnés aux ministres. Leur rôle, qui va même jusqu'à mettre en place des barrages sanitaires en cas d'épidémies, est apparenté à celui des préfets français, c'est-à-dire un rôle de représentation du pouvoir central. Même si la fonction est abolie en 1810, elle revient par la suite en 1815 pour jouer cette fois-ci un rôle important dans la vie politique. C'est dans ce contexte que la justice et l'administration sont définitivement séparées. Lors de l'établissement d'actes administratifs, les personnes concernées disposent alors d'un droit d'opposition. Toutefois, il n'existe pas de contrôle juridique de l'administration. Afin de réduire toute dérive de l'administration, on renforce la mise par écrit des différents actes administratifs. L'organisation que les réformateurs mettent en place sert de modèle à d'autres États allemands et à des grandes entreprises.

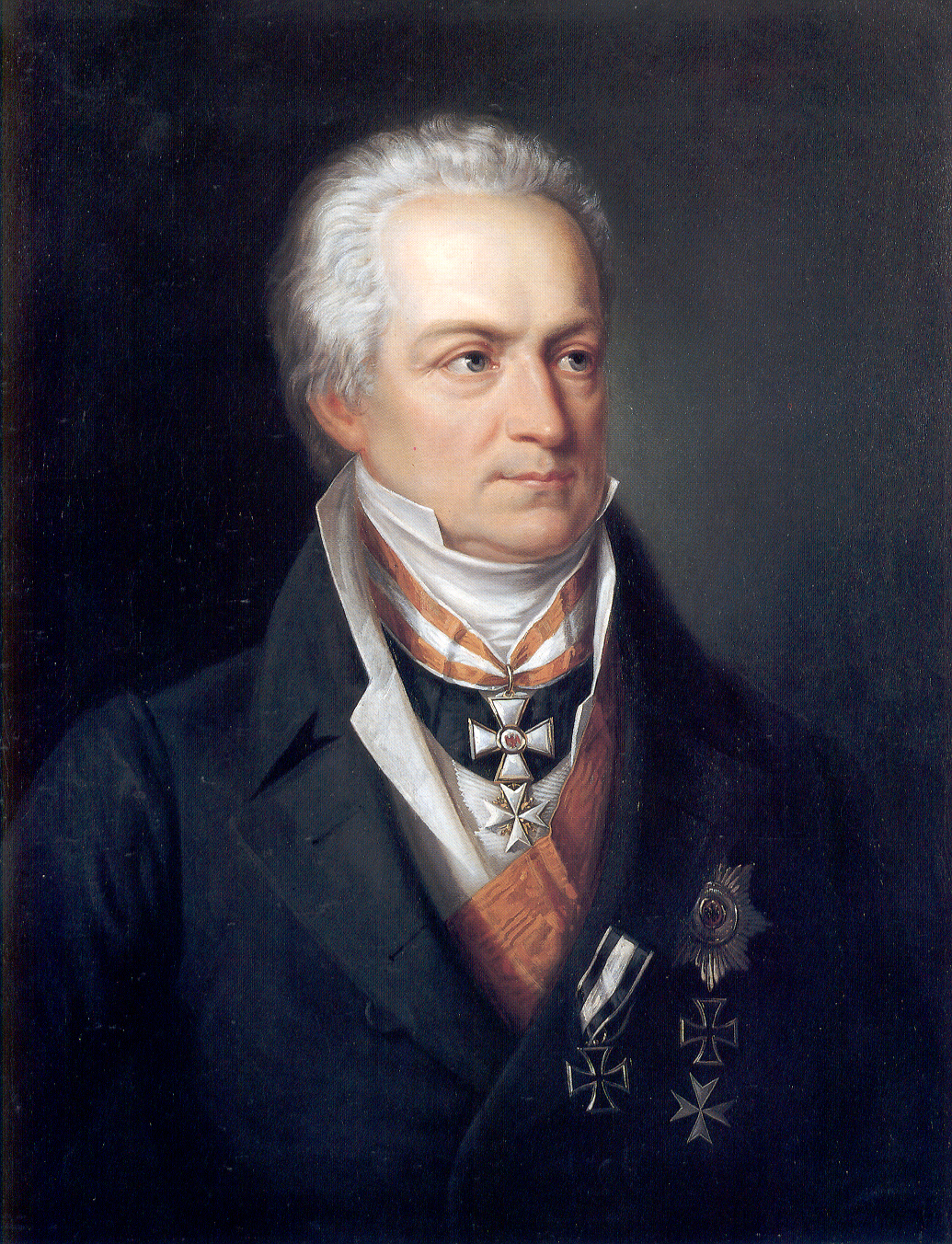
Karl August von Hardenberg.

C'est pendant cette période que le corps des fonctionnaires devient puissant. L'État paie à ses fonctionnaires un salaire régulier et suffisant à vie. La corruption diminue et les fonctionnaires ne sont plus obligés d'avoir d'autres charges pour subvenir à leurs besoins. En leur assurant un niveau de vie suffisant ainsi qu'une sécurité financière durable, le souverain s'assure ainsi de la fidélité et du dévouement de ses serviteurs. On voit alors apparaître des tableaux de service, des dossiers de carrière ou encore des conditions d'embauche liées à des niveaux de formation. La concurrence entre les candidats aux postes est grande et l'embauche se fait selon des critères et non plus au bon vouloir de la personne chargée du recrutement, les candidats nobles sont placés sur le même plan que les non nobles. Le principe du rendement est renforcé. Dans les décennies qui suivent, surtout pendant le Vormärz par les milieux libéraux, cette modernisation de l'administration est toutefois de plus en plus critiquée comme une bureaucratie envahissante.
L'un des objectifs des réformateurs est d'imposer l'administration sur l'ensemble du royaume. À la campagne, il existe encore parallèlement au pouvoir de l'État des droits particuliers réservés à la noblesse qui empêche toute mise en place administrative. Grâce à l'Édit de Gendarmerie (Gendarmerie-Edikt) de 1812, les arrondissements sont créés comme des unités administratives homogènes à partir de villages ou de petites villes. À l'origine, les arrondissements sont directement placés sous le contrôle de l'État. À leur tête sont placés des directeurs élus disposant de pouvoirs étendus et non plus des conseils nobles. On doit ajouter à ce dispositif six députés d'arrondissement chargés de représenter la population. Les tribunaux patrimoniaux (Patrimonialgerichte), les tribunaux réservés aux nobles disposant d'une juridiction propre liée à la possession de terres, sont remplacés par une administration judiciaire relevant de l'État. Même les droits de police des propriétaires sont réduits par l'introduction de la gendarmerie. La réforme des arrondissements représente une des interventions les plus profondes dans les privilèges de la noblesse. La résistance de l'aristocratie va toutefois mener à l'échec de cette réforme dans de grandes parties du territoire. En 1816, l'aristocratie parvient à ce que les membres du Landrat, l'assemblée représentative des arrondissements, soit choisis parmi les propriétaires, ce qui a conduit à terme au renforcement du pouvoir de l'aristocratie à la campagne.

### La question de la représentation nationale

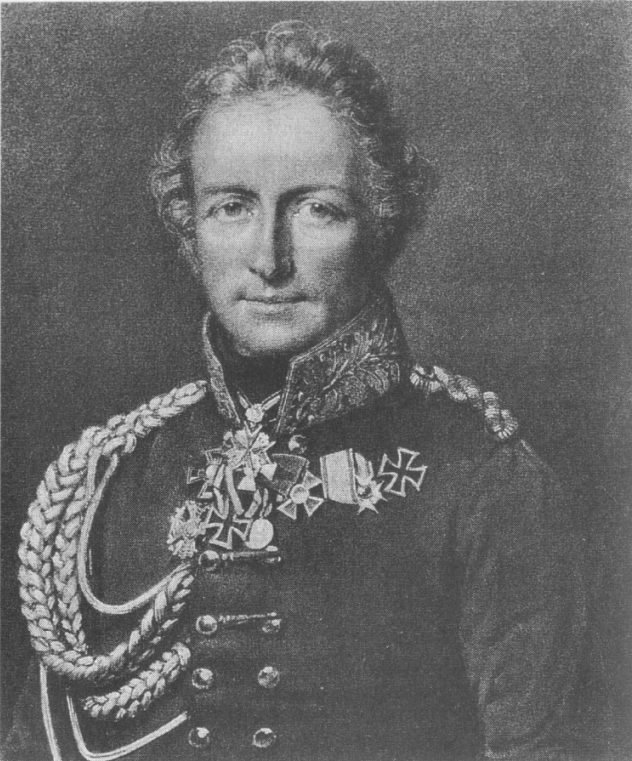
Friedrich August von der Marwitz est l'un des représentants de l'opposition aristocratique.

Parallèlement au Staatsministerium, Stein prévoit la création d'un Conseil d'État (Staatsrat). En 1808 déjà, le Conseil d'État se révèle incapable de fonctionner correctement et c'est Hardenberg qui le remet par la suite en place en 1810. Le texte de loi dit : « Nous ordonnons un Conseil d'État et nous édicterons nos ordres et nos décisions d'une part dans ce haut-lieu et d'autre part dans notre cabinet ». Les membres du Conseil d'État doivent être des ministres en exercice ou d'anciens ministres, des hauts fonctionnaires, des princes de la maison royale et des personnes nommées par le roi. La commission ainsi formée est conçue pour fonctionner comme une sorte de parlement disposant de larges droits de décision. En tant que bastion de la bureaucratie, le Conseil d'État doit empêcher tout retour à l'absolutisme et à un renforcement des intérêts d'Ancien Régime. Le Conseil d'État a également pour mission de subroger toutes les lois et les normes administratives et constitutionnelles.
De la même manière qu'avec l'auto-administration des villes, Hardenberg prévoit l'établissement d'une représentation nationale mêlant des éléments corporatifs et représentatifs. La première assemblée de notables se réunit en 1811, la seconde en 1812. Celle-ci se compose sur une base corporative de dix-huit propriétaires aristocrates, douze propriétaires urbains et neuf représentants des paysans. Cette composition corporative trouve ses racines d'une part dans une conception traditionnelle de la société et d'autre part dans des considérations pratiques et notamment fiscales. Pour pouvoir payer les contributions de guerre demandées par la France, l'État prussien a massivement eu recours à des crédits contractés auprès des aristocrates. Pour obtenir des crédits auprès des pays étrangers, les différents États doivent s'en porter garants.
Après la convocation des assemblées provisoires, on constate vite que les députés n'ont pas l'intérêt de l'État en tête mais s'attachent plutôt à défendre les intérêts de leurs propres classes. La noblesse qui voit ses privilèges mis à bas par les réformes essaie alors de se servir des assemblées comme d'une arme contre les changements mis en place. On trouve à sa tête des personnages comme Friedrich August von der Marwitz et Friedrich Ludwig Karl Finck von Finckenstein. Leur résistance va si loin que le gouvernement les fait même emprisonner à Spandau. L'historien Reinhart Koselleck a avancé la thèse que l'établissement d'une représentation nationale corporative aurait empêché toute réforme ultérieure. À la fin de la période des réformes, les arrondissements et les représentations provinciales (tels les parlements provinciaux) reposent sur des bases corporatives. L'échec de la création d'une représentation nationale a eu des conséquences considérables pour le développement intérieur de la Prusse et de la Confédération germanique. Alors que les États de la confédération du Rhin situés dans le Sud de l'Allemagne deviennent des États constitutionnels, la Prusse reste sans parlement jusqu'en 1848,.

### Réforme des villes

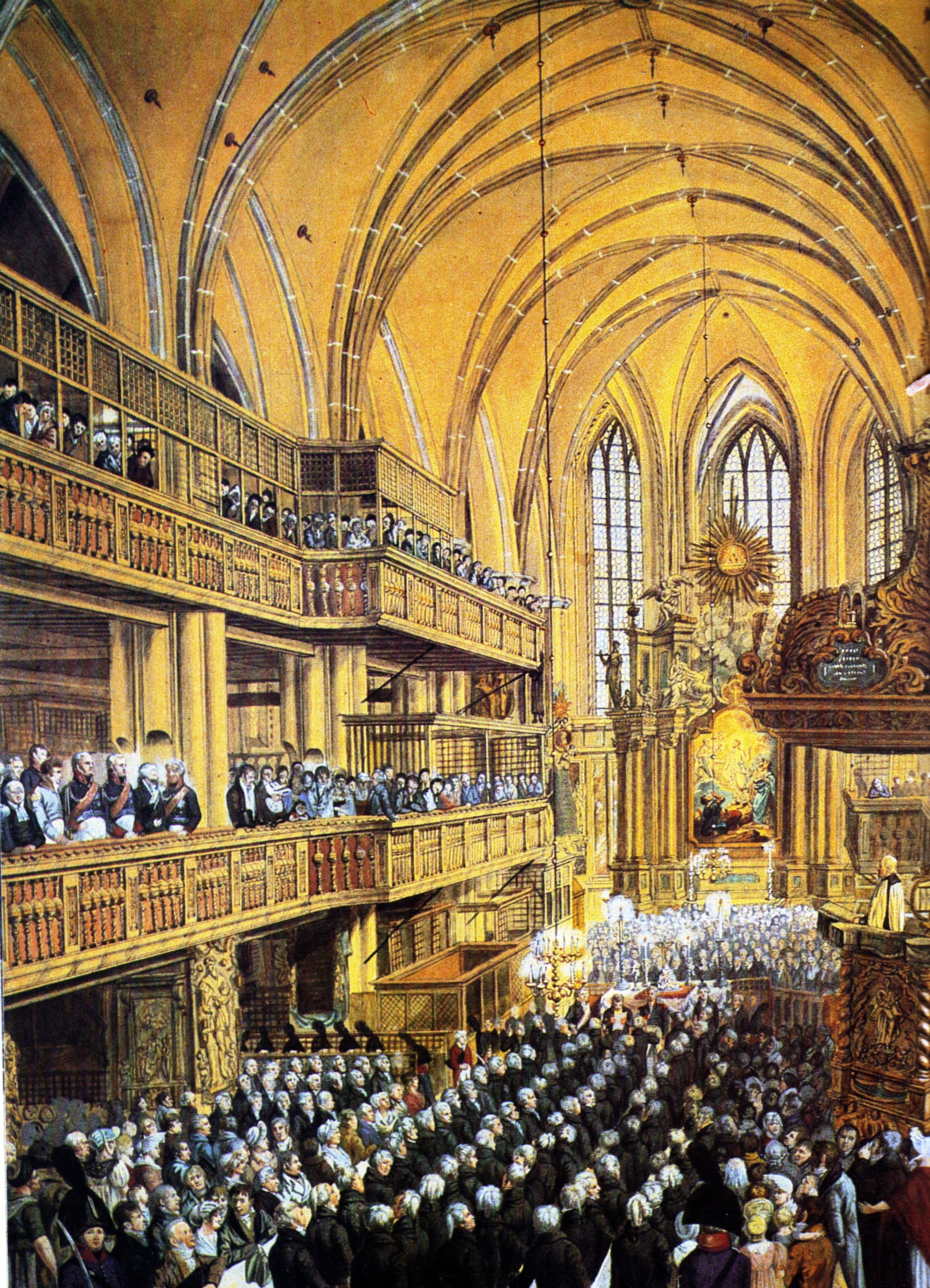
Messe solennelle pour la prestation de serment de la première assemblée municipale de Berlin le 6 juillet 1809 dans l'église Saint-Nicolas de Berlin, (Friedrich August Calau).

Jusqu'à ce que les réformes soient mises en place, les villes prussiennes situées à l'Est de l'Elbe sont sous le contrôle direct de l'État. Les instances d'auto-administration qui avaient été préservées n'étaient que des institutions fantômes. La réforme des villes de Stein se raccroche à cette ancienne tradition de l'auto-administration. Les droits particuliers sont abolis et toutes les villes sont soumises à la même réglementation. Il en va de même pour les domaines judiciaires et policiers des villes. L'auto-administration est au centre de la réforme des communes de 1808. Les villes ne doivent plus être uniquement subordonnées à l'État. Les citoyens doivent participer à la vie politique des cités. C'est dans ce domaine que s'exprime le plus fortement le rejet de Stein d'une bureaucratie centrale. De plus, Stein mise sur un effet éducateur. L'auto-administration doit éveiller l'intérêt des citoyens aux affaires publiques pour profiter par la suite à l'État tout entier.
La Städteordnung de 1808 définit ce qu'est un citoyen (au sens d'habitant des villes) : « Est citoyen ou membre d'une communauté urbaine celui qui possède le droit de citoyen dans une ville ». Les conseillers municipaux sont des représentants de la commune et non d'un ordre. Ces derniers peuvent être élus par tous les citoyens possédant des terres, ayant un revenu d'au moins quinze Taler ou contre une taxe. La mission la plus importante du conseiller municipal est de participer à l'élection du conseil municipal (Magistrat). À la tête de ce conseil se trouve le maire dont l'élection doit être ratifiée par le gouvernement, tout comme celle des membres du conseil municipal. Différentes commissions sont mises en place en fonction des domaines administratifs. Le budget est géré par le conseil municipal. La commune retrouve également la gestion de la police.
Malgré ses éléments de constitution représentative, l'administration des villes garde de larges traits corporatifs. Les groupes se différencient selon leurs états et les droits entiers sont réservés aux citoyens. Le droit de citoyenneté est réservé de droit aux propriétaires terriens et industriels. En principe, ce droit est également ouvert à d'autres personnes comme aux Eximierten, bourgeois cultivés pour la plupart au service de l'État ou aux Schutzverwandten, membres des classes inférieures ne disposant pas des droits de citoyens entiers. Les coûts liés à l'octroi du droit de citoyen dissuadent beaucoup de gens. C'est seulement avec la nouvelle réforme de 1831 que l'on remplace l'assemblée des citoyens (Bürger) par celle des habitants. Jusqu'au Vormärz, l'auto-administration des villes est aux mains des artisans et des commerçants établis. Dans les grandes villes, les citoyens disposant de droits entiers et leurs familles représentent environ un tiers de la population totale. La résistance de la noblesse empêche d'imposer ces réformes à la campagne,. Ces réformes constituent un pas vers l'auto-administration communale moderne.

### Réforme des douanes et des impôts
La réforme des impôts a été un problème central pour les réformateurs, notamment du fait des contributions de guerre exigées par Napoléon. Les débuts d'Hardenberg sont marqués par ces difficultés. Il parvient à éviter la banqueroute de l'État ainsi que l'inflation en augmentant par exemple les impôts ou en vendant des domaines. Ces problèmes financiers aigus entraînent avec eux une réforme fiscale générale. Il s'agit alors d'homogénéiser des impôts sur l'ensemble du territoire, principalement en remplaçant la multitude de petits impôts par des impôts principaux. Les réformateurs vont également s'attacher à introduire une égalité de tous les citoyens face à l'impôt, ce qui va aller à l'encontre des privilèges de l'aristocratie. Le 27 octobre 1810, c'est l'Édit de Finances (Finanzedikt) qui est proclamé par le roi : « Nous nous voyons dans la nécessité de demander à nos fidèles sujets de s'acquitter de taxes majorées, principalement sur les taxes à la consommation et sur les objets de luxe mais qui, simplifiées, seront reportées sur peu d'articles, associées avec la levée des taxes complémentaires et des droits d'accise tout comme de plusieurs lourdes taxes. Ces taxes seront supportées de manière proportionnelle par toutes les classes de la nation et seront diminuées aussitôt que le fâcheux besoin disparaîtra ». Le droit d'accise mis en place est levé dès l'année suivante sur les protestations.
En 1819, le droit d'accise qui à l'origine ne vaut que pour les villes est supprimé et remplacé par un impôt sur la consommation de bière, de vin, d'eau-de-vie et de tabac. Dans le domaine industriel, les nombreuses taxes sont remplacées par une taxe professionnelle échelonnée progressivement. On institue également un impôt sur le revenu et un impôt sur la fortune basés sur une évaluation faite par l'intéressé. Les protestations mènent en 1820 à un impôt sur les classes, l'impôt étant défini par la position de l'intéressé dans la société. Cet impôt sur les classes est une forme intermédiaire entre la capitation et l'impôt sur le revenu. Les villes ont la possibilité de conserver l'impôt sur l'abattage de bétails et sur les céréales. Les résultats de la politique fiscale restent contradictoires. La noblesse n'est pas affectée par les impôts comme les réformateurs l'avaient prévu à l'origine, d'autant plus qu'ils ne parviennent pas à mettre en place un impôt foncier incluant également la noblesse. Ce sont les contribuables plus pauvres qui pâtissent de ces mesures.

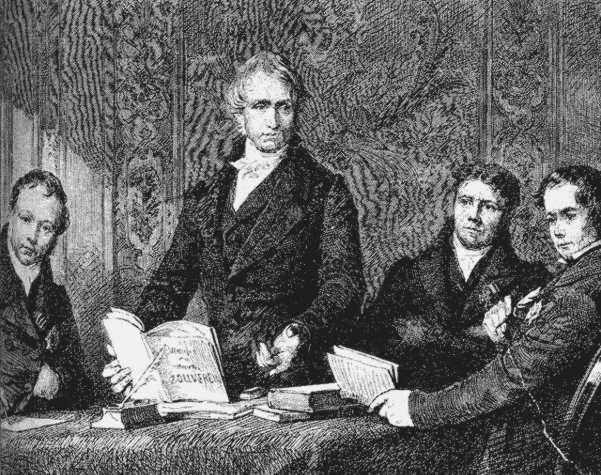
Parmi les précurseurs du Zollverein, on retrouve Wilhelm Anton von Klewitz, ministre prussien des Finances.

Ce n'est qu'après la fin des guerres napoléoniennes et après la nouvelle organisation territoriale de l'Europe qu'a lieu la réforme de la politique douanière. À la suite du congrès de Vienne, la Prusse récupère ses territoires occidentaux. Il en résulte non seulement une opposition économique entre d'une part les provinces prussiennes occidentales industrialisées comme la Rhénanie, la Westphalie et les territoires saxons et d'autre part les territoires essentiellement agricoles situés à l'est de l'Elbe. La politique douanière est également très disparate. Alors qu'en 1817 on compte encore dans les territoires anciens cinquante-sept tarifs douaniers pour 3 000 marchandises destinées au commerce intérieur, les taxes intérieures ne sont quant à elles plus perçues dans les provinces de l'Ouest sous domination française.
C'est une des raisons pour lesquelles une égalisation douanière se révèle indispensable. Elle a lieu le 26 mai 1818. On met en place un compromis entre les intérêts des grands propriétaires terriens pratiquant le libre-échange et ceux de l'économie industrielle encore faible demandant des droits de douane protecteurs. On ne prélève donc pour la forme qu'un droit de douane modéré pour protéger les marchandises intérieures de la concurrence extérieure et les droits de douane pour le trafic de transit sont relevés. La politique mercantile menée autrefois par Frédéric II connaît ses derniers instants. Les interdictions d'exporter sont par exemple levées. La loi douanière mise en place par les réformateurs se révèle à la fois simple et efficace, si bien que pour un demi-siècle environ, elle servira de modèle pour le système douanier des pays allemands et ses fondements resteront en place dans l'Empire allemand. La politique douanière prussienne va d'ailleurs être un facteur important pour la création du Deutscher Zollverein dans les années 1830,.

## Réformes de la société et de la politique économique

### Les réformes agraires
Le processus de libération des paysans connaît différentes phases et se met en place de différentes manières dans toute l'Europe. À la fin du XVIIIe siècle, le servage devient moralement choquant. L'utilité économique des conceptions agraires existantes est remise en doute. C'est pourquoi les structures agraires d'Ancien Régime et les coopératives sont abolies. Les paysans sont libérés et deviennent propriétaires des terres. Les services et les corvées sont également abolis. L'individualisation des terres mène également à la dissolution des biens communaux, c'est-à-dire à l'utilisation commune des forêts et des prés. Ces biens communaux sont pour la plupart donnés aux seigneurs en contrepartie des terres acquises par les paysans. Des pré-réformes avaient déjà été mises en place en Prusse dans certaines parties du territoire avant 1806 comme la libération des paysans dans les domaines royaux dès le XVIIIe siècle. Cette libération n'intervient cependant définitivement qu'en 1807.
La noblesse terrienne parvient à s'opposer avec succès à des changements similaires. Le gouvernement doit se confronter à la résistance aristocratique qui est devenue considérable, même contre les réformes introduites après 1806. La réglementation de la domesticité (Gesindeordnung) de 1810 apporte certes un progrès notable pour les domestiques en comparaison à ce que proposait l'Allgemeines Landrecht mais reste encore conservatrice et favorable à la noblesse. L'opposition noble conduit aussi à ce que de nombreux privilèges ne soient pas abolis. Les droits de police et de juridiction sont contrôlés plus fortement par l'État mais ne sont pas totalement abolis comme les patronages religieux et scolaires, les droits de chasses et les privilèges fiscaux. Contrairement à ce qui s'est passé dans le Royaume de Bavière, on ne demande pas aux nobles de justifier leur rang. Les réformateurs font des compromis mais sur les points centraux de leur politique, la noblesse ne parvient pas à bloquer les changements capitaux,.

#### Édit d'octobre 1807

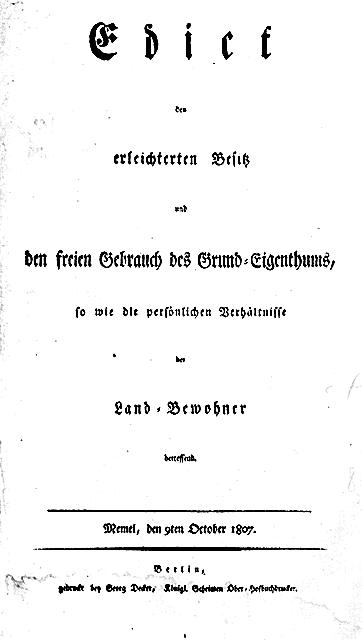
Page de garde de l'édit d'octobre 1807.

La libération des paysans marque le début du processus de réformes en Prusse. La modernisation du royaume passe par la modernisation de sa base, à savoir les paysans et l'agriculture. Au début du XIXe siècle, 80 % de la population allemande vit à la campagne. L'Édit d'octobre (de) du 9 octobre 1807, l'une des réformes centrales, qui mène à la libération des paysans, n'est signé que cinq jours après la nomination de Stein sur proposition de Theodor von Schön. Avec l'Édit d'octobre, un processus d'abolition du servage ainsi que de son caractère héréditaire est amorcé. Les premiers paysans libérés sont ceux travaillant sur les domaines des Reichsritter et au 11 novembre 1810 au plus tard, tous les serfs prussiens vont être déclarés libres : « À la Saint-Martin mil huit cent dix (1810) cesse tout servage dans l'ensemble de nos États. Après la Saint-Martin 1810, il n'y aura que des gens libres comme c'est déjà le cas sur nos domaines dans toutes nos provinces [...] ». Si le servage est aboli, les corvées ne le sont cependant pas. L'Édit d'octobre ne propose rien à ce sujet.
L'Édit d'octobre autorise tous les citoyens prussiens à acquérir des propriétés et à choisir leur profession, y compris les nobles qui ne pouvaient pas jusqu'alors exercer de métiers réservés à la bourgeoisie : « Tout noble est autorisé, sans que cela porte préjudice à son état, à exercer un métier bourgeois; et tout bourgeois ou paysan est autorisé à entrer dans la bourgeoisie pour le paysan et dans la paysannerie pour le bourgeois ». Le principe de dérogeance disparaît.
Les paysans peuvent circuler librement et s'établir dans les villes, d'autant plus qu'ils n'ont plus à racheter leur liberté ni à fournir de service de domesticité. Les paysans n'ont plus à demander le consentement de leur seigneur pour se marier. La liberté de mariage conduit à une hausse de la natalité et de la population à la campagne. La libération des paysans se fait cependant au détriment de ces derniers. Les domaines étant libéralisés, les grands propriétaires peuvent désormais acquérir les fermes des paysans, pratique réglementée autrefois. Les seigneurs ne sont plus obligés de fournir le logis à leurs anciens serfs invalides ou âgés. Se forme alors une classe économique composée d'entrepreneurs bourgeois et nobles venant s'opposer à la bourgeoisie.

#### Édit de régulation de 1811
Après s'être occupés de la libération des paysans, les réformateurs se trouvent confrontés à d'autres problèmes : celui de l'abolition des corvées et celui de l'établissement des propriétés. Selon l'Allgemeines Landrecht, ces problèmes ne peuvent être réglés que sous la forme de dédommagements financiers. La nécessité de mener légalement une « révolution d'en haut » ralentit la réforme.
L'édit de régulation de 1811 apporte une solution au problème en faisant de tous les paysans les propriétaires des fermes qu'ils cultivent. À la place d'un rachat des terres financièrement impossible, les paysans sont tenus de dédommager leurs anciens seigneurs en leur cédant une partie des terres allant du tiers jusqu'à la moitié. Pour éviter que du démembrement des terres ne résultent que des propriétés non viables car trop petites, le rachat des terres est limité en 1816 aux grandes propriétés. Les plus petites restent exclues de l'alleu. D'autres charges liées au servage comme l'obligation de domesticité ou les taxes d'autorisation de mariage sont abolies sans contrepartie. En ce qui concerne les corvées et les services en nature, les paysans doivent les racheter aux seigneurs en leur payant par acompte le vingt-cinquième de leur valeur.

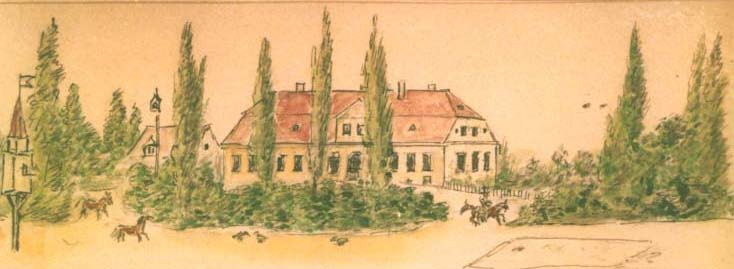
Domaine de Baranowen.

Les dédommagements pratiqués en Prusse ont sans aucun doute leurs avantages par rapport à la pratique mise en place dans les États de la confédération du Rhin. Ils permettent en effet d'accélérer le processus. Toutefois, les 12 000 domaines seigneuriaux de Prusse voient leur superficie s'accroître pour atteindre un ensemble d'un million et demi de Morgen, l'unité de mesure prussienne, soit environ 380 000 hectares composés pour une grande partie par les biens communaux dont seuls 14 % reviennent aux paysans, le reste allant aux seigneurs. Beaucoup de petits paysans perdent alors leur moyen de subsistance et il ne leur reste plus qu'à vendre leurs terres endettées aux seigneurs et à devenir travailleurs agricoles pour la majorité d'entre eux. Certaines terres en jachère sont rendues cultivables mais leur rendement reste faible du fait de la mauvaise qualité des terrains. Les mesures menées par les réformateurs obtiennent un succès fiscal certain. Les surfaces cultivées s'accroîtront de 7,3 à 12,46 millions d'hectares en 1848. La production augmente quant à elle de 40 %.
Dans les territoires situés à l'est de l'Elbe, les réformes agraires ont des conséquences sociales considérables. Du fait de l'accroissement des domaines seigneuriaux, le nombre des familles seigneuriales augmente fortement jusque dans la seconde moitié du siècle. Le nombre des exploitations reste sensiblement le même. Une classe sociale inférieure très importante voit le jour. Selon les régions et les droits en vigueur, le nombre des travailleurs agricoles (journaliers, domestiques) augmente de deux fois et demie. Le nombre des petits propriétaires, appelés Kätner du nom de leurs maisons les Kotten, est multiplié quant à lui par trois voire quatre. Beaucoup d'entre eux dépendent d'un autre métier. Ernst Rudolf Huber, professeur de droit public, juge la réforme agraire comme « une des ironies tragiques de l'histoire constitutionnelle allemande. S'est montrée l'antinomie intérieure du libéralisme bourgeois qui créa la liberté de l'individu et de sa propriété et en même temps en vertu de la loi propre de la liberté de propriété a déclenché l'accumulation du pouvoir foncier dans les mains de quelques-uns ».

### Réforme de l'industrie et conséquences

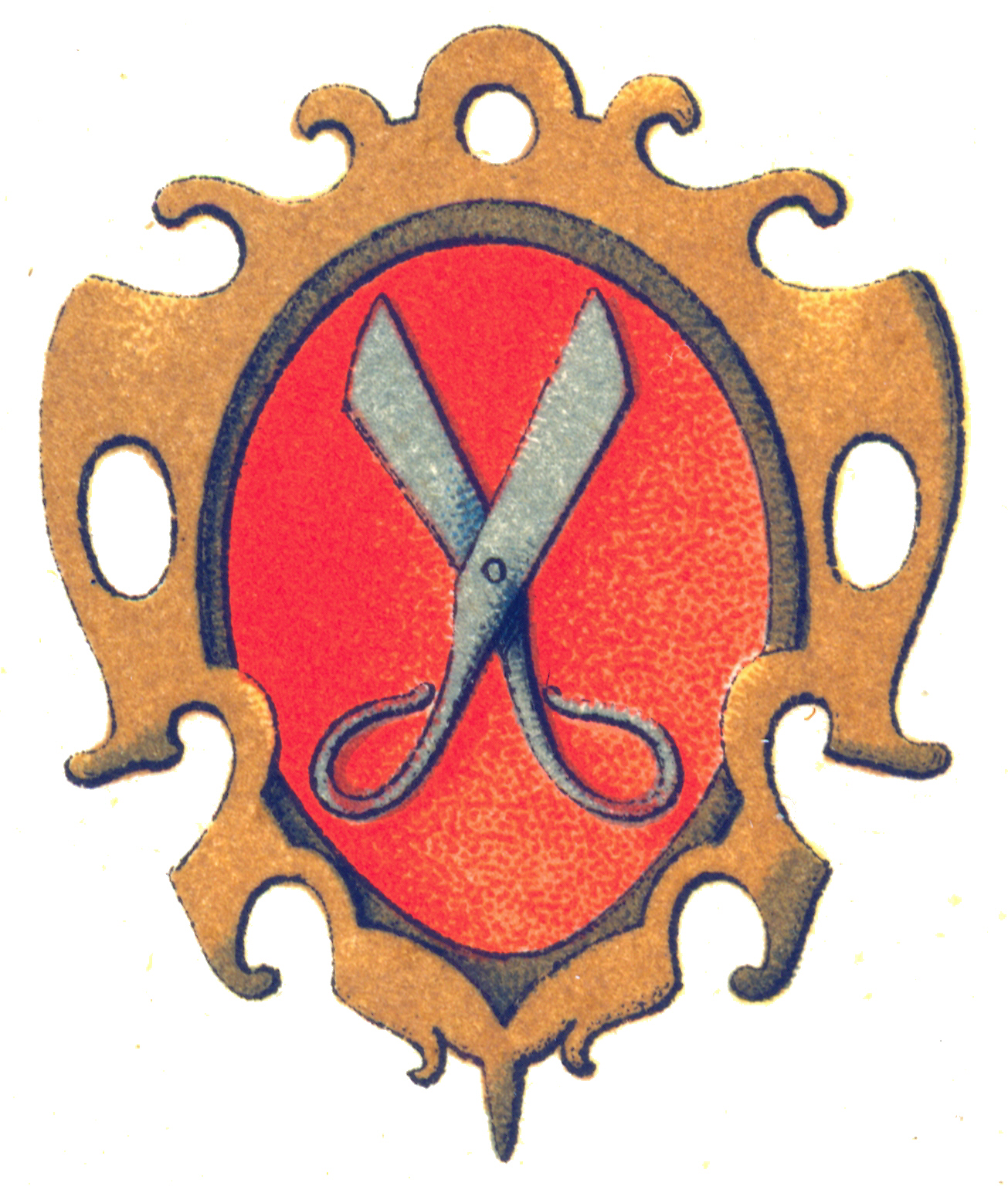
Armes de la corporation des tailleurs. Comme les autres corporations, celle-ci va perdre son influence avec la Gewerbefreiheit.

C'est toujours en s'appuyant sur les théories d'Adam Smith que les réformateurs encouragent la fin des corporations héritées du Moyen Âge, ainsi que la remise en cause de la politique mercantilisme. Pour y arriver, ils doivent lever les obstacles que représentent les corporations et les entraves de la vie économique basée sur le mercantilisme.
C'est dans ce contexte que la liberté de l'industrie (Gewerbefreiheit) est introduite en 1810-1811. L'acquisition d'une industrie dépendait encore de l'acquisition d'une licence. Il existe toutefois des exceptions comme pour les médecins, les pharmaciens ou les aubergistes. Les corporations perdent leur rôle de monopole ainsi que leurs privilèges économiques. L'adhésion à une corporation pour exercer une profession perd son caractère obligatoire. Le contrôle de l'État sur l'économie disparaît aussi pour laisser place au libre choix de profession et à la libre concurrence. La réforme de l'industrie lui donne une nouvelle impulsion. Il n'existe alors plus de différence juridique dans ce domaine entre la ville et la campagne. Seule l'exploitation minière fait figure d'exception jusque dans les années 1860.
Pensée à l'origine comme un encouragement pour les industries rurales, la liberté de l'industrie devient la condition centrale du renouveau économique prussien sur une base industrielle. Les citoyens des villes vont se soulever contre les réformes mais sans succès. Leurs conséquences immédiates sont contradictoires : au début, la concurrence non-corporative est faible mais après une phase d'adaptation, le nombre d'artisans n'appartenant pas à des corporations s'accroît significativement. À la campagne par contre, le poids des artisans et des autres industries augmente considérablement. Cette augmentation du nombre d'artisans n'est pas accompagnée par la même croissance du côté du reste de la population. Le nombre des maîtres augmente lui aussi mais ces derniers vivent pauvrement en raison de la forte concurrence. Pendant le Vormärz, les tailleurs, les cordonniers, les menuisiers et les tisserands sont les principaux corps de métiers en surnombre. La croissance des classes inférieures à la campagne accentue les inégalités sociales, une des causes de la révolution de 1848,,.

### Édit d'émancipation
Par l'Édit du 11 mars 1812, les Juifs sont émancipés : « Nous Frédéric-Guillaume, Roi de Prusse par la Grâce de Dieu, etc. etc. avons décidé d'accorder une nouvelle constitution conforme au bien général aux croyants juifs dans notre monarchie, proclamons toutes les anciennes lois et prescriptions qui ne sont pas confirmées dans le présent édit comme abrogées ». Afin d'obtenir le droit de citoyen, tout juif doit toutefois se déclarer à la police dans un délai de six mois à partir du jour de la promulgation de l'édit et choisir un nom définitif. Cet édit est le résultat d'une longue réflexion engagée depuis 1781 par Christian Wilhelm von Dohm, poursuivie par David Friedländer dans un mémoire adressé à Frédéric-Guillaume II de Prusse en 1787 (Friedländer approuve d'ailleurs l'édit de 1812). C'est l'influence de Humboldt qui a permis de relancer la réflexion sur la question juive.
Il leur est permis dans l'article 8 de posséder de la terre et d'être chargés de postes municipaux et universitaires. Les Juifs sont libres d'exercer leur religion et leurs traditions sont protégées. Toutefois, contrairement à celui du Royaume de Westphalie, l'Édit d'émancipation prussien comporte quelques limites. Les juifs ne peuvent pas devenir officiers ou avoir de poste dans l'administration et la Justice en étant cependant obligés d'accomplir leur devoir militaire.
Même si certaines personnes des milieux traditionalistes s'élèvent contre l'Édit d'émancipation, celui-ci constitue un étape importante dans le processus d'émancipation des Juifs dans les États allemands au XIXe siècle. La situation juridique en Prusse, meilleure que celle dans la plupart des autres États allemands, encourage l'immigration des Juifs allemands en Prusse.

## Autres domaines de réformes

### Réforme de la formation

#### Nouvelle organisation

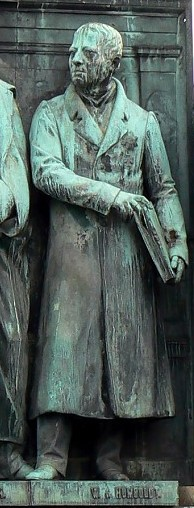
Wilhelm von Humboldt veut réformer le système scolaire et universitaire prussien.

Pour les réformateurs, la réforme de la formation (Bildung) est une réforme-clef. Toutes les réformes mises en place supposent un nouveau type de citoyen qui doit être capable de faire preuve de responsabilité. On est convaincu que la nation doit être éduquée et élevée. Contrairement à la réforme de l'État qui contient encore des éléments corporatifs, la Bildungsreform est conçue en dehors de tout schéma de classe. Wilhelm von Humboldt est le principal acteur de cette réforme. Dès 1808, il est chargé du département du culte et de l'éducation du ministère de l'Intérieur. Tout comme Stein, Humboldt reste peu de temps à son poste mais il parvient à mettre en place les éléments capitaux.
Humboldt développe ses idées en juillet 1809 dans son mémoire intitulé Über die mit dem Königsberger Schulwesen vorzunehmende Reformen (Des réformes à exécuter avec l'enseignement de Königsberg). À la place de la multitude d'institutions religieuses, privées, municipales ou corporatives, on crée une école divisée en Volksschule, Gymnasium et université. Humboldt définit les caractéristiques de chaque stade de la formation. L'enseignement élémentaire « ne doit à vrai dire ne s'occuper que de la langue, des chiffres et des mesures, et reste lié à la langue maternelle étant donné que la nature du désigné lui est indifférent ». Pour le second stade, celui de l'instruction scolaire, Humboldt écrit la chose suivante : « Le but de l'instruction scolaire est d'exercer la capacité et d'acquérir les connaissances sans lesquelles la compréhension scientifique et l'habileté sont impossibles ». Enfin, l'université doit former à la recherche et permettre à l'étudiant de comprendre « l'unité de la science ». L'entrée à l'université est conditionnée à partir de 1812 par l'obtention de l'Abitur. L'État contrôlait toutes les écoles mais désormais, il impose de manière plus stricte l'obligation d'être scolarisé et contrôle les examens. Pour entrer au service de l'État, des critères de performance sont instaurés. La formation et la performance remplacent l'origine sociale.

#### Nouvel humanisme
Wilhelm von Humboldt est le partisan d'un nouvel humanisme. Contrairement à la pédagogie utilitariste de l'Aufklärung qui voulait transmettre un savoir utile pour la vie pratique, Humboldt s'investit pour une formation générale de l'homme. On s'attache alors désormais à étudier l'Antiquité et les langues anciennes afin de se développer intellectuellement. Ce n'est qu'une fois que l'on a acquis ces savoirs humanistes que l'on peut acquérir les autres savoirs nécessaires aux différents métiers. L'État ne cherche pas à tout prix à former ses citoyens pour s'en servir après mais ce n'est pas pour autant qu'il délaisse cet aspect : « Chacun n'est de toute évidence un bon artisan, commerçant, soldat, homme d'affaires que s'il est en lui un homme et un citoyen bon, honnête, éclairé selon son rang sans tenir compte de son métier propre. Donnez lui l'enseignement nécessaire et il acquiert la capacité particulière de son métier très facilement et conservera toujours la liberté, comme c'est le cas si souvent dans la vie, d'aller de l'un à l'autre ». Contrairement à Humboldt pour qui l'individu est au centre du processus de formation, le républicain Johann Gottlieb Fichte penche plutôt pour une éducation nationale pour éduquer le peuple entier afin d'affirmer la nation face à la domination napoléonienne.
En payant mieux les professeurs et en améliorant leur formation, la qualité de l'enseignement des Volksschulen s'améliore. Les Gymnasien nouvellement conçus offrent une formation humaniste débouchant sur les études universitaires. Parallèlement on crée les Realschulen orientées vers les métiers manuels. Quelques écoles pour élèves officiers se maintiennent. Malgré un contrôle et une influence plus stricts de l'État, les religieux conservent leur rôle d'inspection dans les écoles.

#### Réforme de l'université

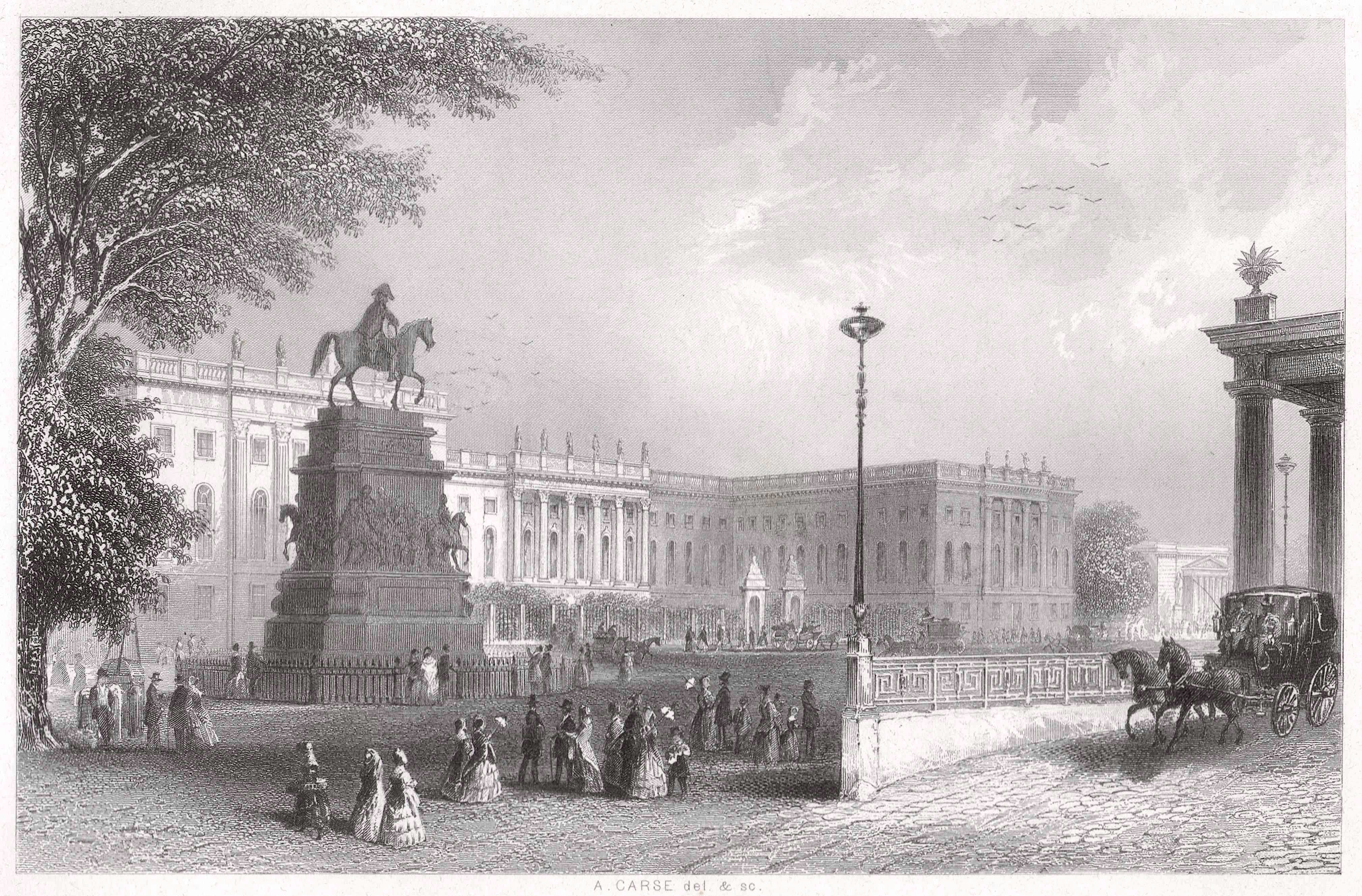
Université de Berlin vers 1850.

Dans la pensée de Humboldt, l'université représente le couronnement du processus de formation intellectuelle. Elle est l'expression de l'idéal de liberté entre l'enseignement et la recherche qui tient une place importante (modèle Humboldtien de l'enseignement supérieur). Les universités allemandes à l'époque sont médiocres pour la majorité d'entre elles. Pour Humboldt, « l'État ne doit traiter ses universités ni comme des Gymnasien ni comme des écoles spécialisées et ne doit pas se servir de son Académie comme une députation technique ou scientifique. Dans l'ensemble, il ne doit [...] rien exiger d'elles qui ne se rapportât immédiatement et simplement à lui ».
Les étudiants doivent apprendre à penser de manière autonome et à travailler de manière scientifique en prenant part à la recherche. La fondation de l'université de Berlin sert de modèle. Elle est inaugurée en 1810 et des grands noms de l'époque y enseignent : Johann Gottlieb Fichte, Théophile Hufeland, l'historien Barthold Georg Niebuhr ou le juriste Friedrich Carl von Savigny.
Dans la pratique, les résultats obtenus ne sont pas ceux escomptés par Humboldt. La mise en œuvre de l'idéal de formation philologique exclut les classes inférieures de la société en s'alliant aux tendances restauratrices. Le coût important de la formation rend la réforme inopérante. L'ascension sociale espérée grâce à la formation n'est pas à la hauteur de celle des réformateurs.

### Réforme militaire

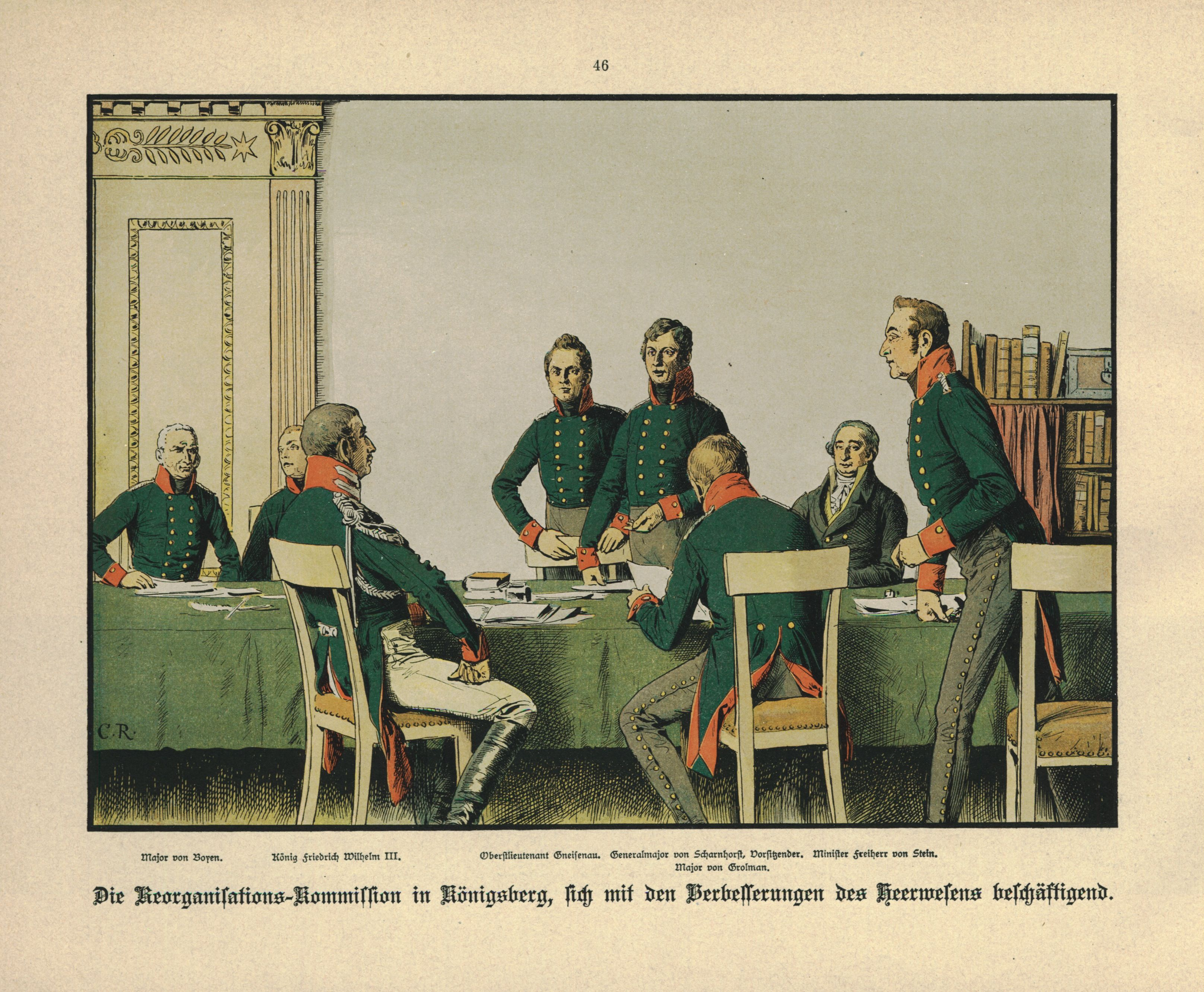
Commission de réorganisation militaire à Königsberg en 1807. Les deux hommes debout au fond sont Gneisenau et Scharnhorst. Le personnage assis sans uniforme est Stein.

Contrairement aux réformes menées dans les pays de la confédération du Rhin, la politique prussienne est depuis le début dirigée contre la suprématie française. Ainsi, les réformes militaires prussiennes sont bien plus profondes que celles conduites dans les États du Sud de l'Allemagne. Un groupe d'officiers, formé après les défaites de 1806, ce groupe comprend notamment Scharnhorst, Gneisenau, Boyen, Grolman et Clausewitz en posent les bases.
Chef de l'État-Major depuis 1806, Gerhard von Scharnhorst préside la commission de réorganisation militaire mise en place par Frédéric-Guillaume III en juillet 1807. Pour lui, tout citoyen est un défenseur né de l'État. Son objectif principal est de chasser les occupants français. En étroit contact avec Stein, Scharnhorst parvient à convaincre le roi de la nécessité d'une réforme militaire. Comme l'administration civile, l'organisation militaire est simplifiée avec la création du Ministère prussien de la Guerre et de l'État-Major le 25 décembre 1808. Scharnhorst est à la tête du nouveau ministère. La réforme militaire s'applique à faire disparaître les obstacles entre l'armée et la société. L'armée doit se baser sur le patriotisme des citoyens.

#### Service militaire

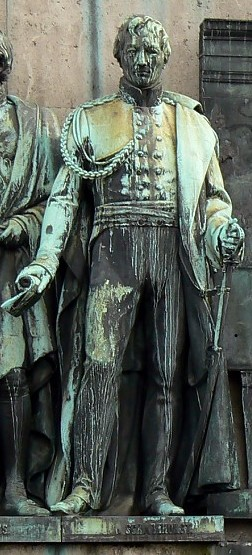
Gerhard von Scharnhorst.

Les expériences de 1806 montrent que l'ancienne organisation de l'armée n'est plus à la hauteur de la puissance des armées françaises. Par rapport à la défense française, l'armée prussienne est trop immobile. Les officiers traitent les soldats comme des objets en leur administrant des punitions sévères dont une des plus sévères, le Spießrutenlaufen consistant à faire passer le soldat entre deux rangs d'hommes de troupe pour le frapper. Face à ce système, on trouve du côté français le service militaire obligatoire. La réforme centrale en Prusse est l'adoption de ce service militaire obligatoire.
Frédéric-Guillaume III est hésitant face à la réforme, le corps des officiers et la noblesse résistent. Même la bourgeoisie reste sceptique. Le début des guerres de libération en 1813 est l'élément déclencheur. Le 9 février 1813, un décret remplace l'ancienne conscription par l'obligation de cantonnement (Kantonpflichtigkeit). Celle-ci doit durer pour la durée de la guerre.  On s'emploie alors à redorer la fierté et la position du simple soldat en adaptant les lois martiales au droit civil. Les punitions et en particulier la schlague sont abolies. Les différences sociales doivent disparaître. Le Traité de Tilsit a certes réduit l'armée prussienne à 42 000 hommes mais Scharnhorst met en place le système des Krümper. Ce système consiste à former un nombre de soldats en les faisant tourner sans jamais dépasser le seuil autorisé. Entre 30 000 et 150 000 hommes supplémentaires ont été ainsi formés - le système de formation ayant changé plusieurs fois, il est difficile d'en connaître le nombre précis. Le service militaire obligatoire est ordonné par Frédéric-Guillaume III le 27 mai 1814 puis fixé par une loi militaire le 3 septembre de la même année. 

« Tout personne ayant vingt ans révolus est soumise à l'obligation de défendre la patrie. Pour exécuter cette obligation générale, particulièrement en temps de paix, de telle manière que les progrès des sciences et de l'industrie ne soient pas perturbés,  le découpage suivant doit être appliqué en prenant en compte les états de service et le temps de service »

#### Autres réformes militaires
Le corps des officiers est également réformé, de nombreux officiers renvoyés. Le privilège de la noblesse est aboli : la carrière d'officier est ouverte aux bourgeois, suscitant des protestations des aristocrates, à l'image de Ludwig Yorck von Wartenburg. Dans la pratique est mis en place un système de cooptation des officiers qui privilégie en règle générale les nobles, si bien que l'influence bourgeoise reste minoritaire. Le régiment des chasseurs de campagne sert de modèle aux unités de chasseurs et des unités de protection, dont la formation est confiée à Yorck von Wartenburg en juin 1808. Dans le corps des officiers, ce n'est plus le nombre d'années de service qui doit conditionner l'avancement mais les états de service. L'Académie prussienne de la Guerre doit également mieux former ses officiers. Dissoute après la défaite de Iéna, Scharnhorst en fonde une nouvelle en 1810.
À partir de 1813-1814, à côté des troupes de ligne, on trouve désormais également la Landwehr^. La Landwehr, troupe de réserve destinée à la défense du pays, est indépendante du point de vue de son organisation : elle dispose de ses propres unités et de ses propres officiers. Dans les Kreise (arrondissements), des commissions organisent les troupes dans lesquelles les bourgeois peuvent devenir officiers. L'idée des réformateurs d'unifier le peuple et l'armée semble avoir réussi. Sont également constitués des détachements de chasseurs volontaires (freiwillige Jägerdetachements).

## Principaux collaborateurs

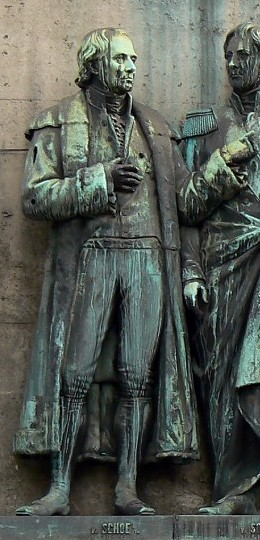
Theodor von Schön.

Ces réformes, portées par les grands noms comme Stein et Hardenberg, demeurent le fruit d'une collaboration avec des experts, chacun ayant sa spécialité comme Heinrich Theodor von Schön. Né en 1773, Schön fait des études de droit à l'université de Königsberg pour s'orienter par la suite vers les sciences politiques. En 1793, il entre au service de la Prusse. Neuf ans plus tard, il devient conseiller financier au sein du Generaldirektorium. Lorsque le gouvernement fuit à Königsberg après la défaite d'Iéna, il suit Stein. C'est là qu'il rédige une expertise portant sur le servage. C'est ce mémoire qui va servir à Stein dans l'élaboration de l'Édit d'octobre. Contrairement à Stein, Schön est le partisan d'une plus grande libéralisation des terres. Pour lui, la rentabilité économique doit être mise en avant, même si cela doit se faire au détriment des paysans. À partir de 1816, Schön devient haut président, poste qu'il gardera près de quarante ans, et s'investit dans la vie économique et sociale des provinces qu'il gouverne.
Schön participe également à la rédaction du Mémoire de Riga. Il voyage en 1806 avec un groupe de fonctionnaires formé autour d'Hardenberg qui vient alors de se faire renvoyer. Hormis Schön, ce groupe se compose de Karl vom Stein zum Altenstein, de Friedrich August von Stägemann et de Barthold Georg Niebuhr. Niebuhr a étudié le droit, la philosophie et l'histoire à l'université de Kiel entre 1794 et 1796. En 1804, il est nommé directeur de la Banque nationale danoise. Très vite sa réputation d'expert financier gagne les frontières prussiennes. Le 19 juin 1806, Niebuhr et sa famille partent pour Riga avec d'autres fonctionnaires pour travailler avec Hardenberg lorsque ce dernier est renvoyé. Le 11 décembre 1809, il est nommé conseiller financier et chef de la section concernant l'endettement de l'État. En 1810, il rédige une note à l'intention du roi dans laquelle il émet de forts doutes sur la réalisabilité d'un plan financier qu'Hardenberg veut mettre en place. Le ton qu'il y emploie est si fort que le roi désapprouve. Niebuhr se retire alors des affaires politiques.
Les trois autres fonctionnaires présents à Riga, Karl vom Stein zum Altenstein, Wilhelm Anton von Klewitz, et Friedrich August von Stägemann jouent également des rôles importants dans la mise en place des réformes. Altenstein avait été engagé comme haut conseiller financier dans le Generaldirektorium. Lorsque Stein est renvoyé en 1807, c'est lui qui met en place avec le ministre des Finances Friedrich Ferdinand Alexander zu Dohna-Schlobitten la réforme de l'État imaginée par Stein. En 1810, Klewitz rédige conjointement avec Theodor von Schön la Verordnung über die veränderte Staatsverfassung aller obersten Staatsbehörden (Décret portant sur la nouvelle constitution de toutes les hautes administrations de l'État). D'autres collaborateurs participent aux réformes comme Johann Gottfried Frey, directeur de la police de Königsberg et véritable auteur de la Städteordnung. On peut également citer Friedrich Leopold Reichsfreiherr von Schrötter, collaborateur de Stein pour la Städteordnung, Christian Peter Wilhelm Beuth, entré au service de la Prusse dès 1801, qui est un collaborateur d'Hardenberg notamment en ce qui concerne les lois fiscales et industrielles ou encore Christian Friedrich Scharnweber qui exerce une influence certaine sur Hardenberg.

## Relèvement de la Prusse

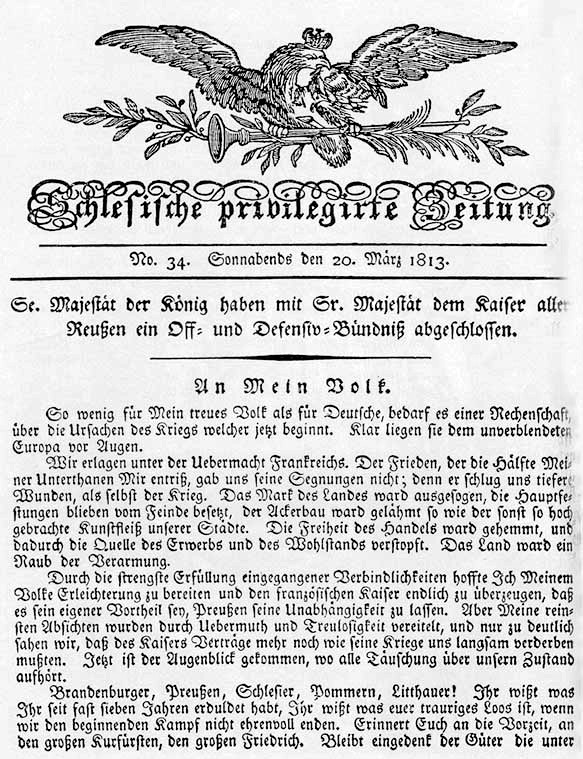
Appel de Frédéric-Guillaume III à son peuple le 17 mars 1813.

Dès 1806 des soulèvements isolés ont lieu en Allemagne et dans les pays de langue allemande. Le 26 août, le libraire Johann Philipp Palm est fusillé pour avoir publié un pamphlet contre Napoléon. Les réactions sont vives. En 1809, Andreas Hofer mène l'insurrection tyrolienne. Il connaît le même sort que Palm. Le sentiment anti-napoléonien s'est peu à peu développé. L'occupation française pèse dans les esprits, la Prusse est écrasée par les contributions à payer. Lorsque Napoléon entreprend la Campagne de Russie en 1812, le désastre qui s'ensuit fait naître une lueur d'espoir en Allemagne, et surtout en Prusse. Le 30 décembre 1812, Yorck von Wartenburg signe la convention de Tauroggen. La Prusse se retourne contre Napoléon Ier en dénonçant le Traité de Tilsit.
Le 13 mars 1813, le roi Frédéric-Guillaume III lance un appel à son peuple : « À mon peuple ! [...] Brandebourgeois, Prussiens, Silésiens, Poméraniens, Lituaniens ! Vous savez ce que vous avez enduré depuis presque sept années, vous savez ce que sera votre triste destin si nous ne finissons pas avec honneur le combat qui commence. Souvenez-vous des temps passés, du Grand-Électeur, du grand Frédéric. Gardez en souvenir les biens que nos ancêtres ont obtenus sous leur commandement : liberté de conscience, honneur, indépendance, commerce, industrie et science. Gardez en souvenir le grand exemple de nos puissants alliés les Russes, gardez en souvenir les Espagnols, les Portugais, même les peuples plus petits ont déclaré le combat contre des puissants ennemis pour obtenir les mêmes biens et ont remporté la victoire [...] De grands sacrifices vont être exigés de toutes les classes car notre commencement est grand et le nombre et les moyens de nos ennemis sont grands [...] Mais quels que puissent être les sacrifices exigés même de l'individu, ils ne compensent pas les biens saints pour lesquels nous les faisons, pour lesquels nous combattons et devons vaincre si nous ne voulons pas cesser d'être Prussiens et Allemands ». Le 27 mars suivant, la Prusse déclare la guerre à la France. La Bataille des Nations du 16 au 19 octobre 1813 marquera le début de la fin de la puissance napoléonienne. Le 1er octobre 1815 s'ouvrira le Congrès de Vienne où Harbenberg représentera un Royaume de Prusse victorieux.

## Les réformes dans l'historiographie

### Premières analyses

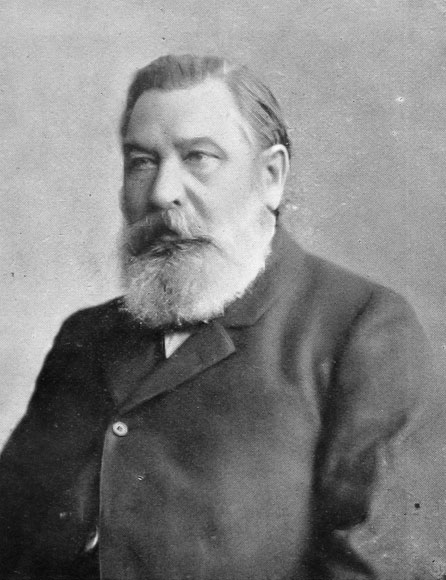
Heinrich von Treitschke a longtemps influé de façon positive sur la perception des réformes prussiennes du XIXe siècle jusqu'au XXe siècle.

Dans l'historiographie de la fin du XIXe siècle, les réformes prussiennes et la « Révolution d'en-haut » sont considérées, entre autres par Heinrich von Treitschke, comme la genèse directe de la fondation de l'Empire allemand sur la base de la solution petite-allemande. Pour Friedrich Meinecke, les réformes ont conditionné l'évolution future de la Prusse et de l'Allemagne. Pendant longtemps, sous l'impulsion de Leopold von Ranke, l'ère des réformes est tout d'abord présentée à travers les faits et les destins des « grands hommes », ce dont témoignent de nombreux travaux biographiques portant sur les réformateurs.
C'est ainsi que par exemple Hans Delbrück écrit sur Gneisenau et Meinecke sur Boyen. Ce sont les réformes militaires qui emportent tout d'abord l'attention des chercheurs. Ce n'est qu'avec la biographie de Max Lehmann que la biographie et l'action de Stein sont analysées. Contrairement à Stein, Hardenberg éveille peu l'attention des historiens. Malgré la différence significative qu'il y a entre les deux principaux instigateurs des réformes, l'historiographie voit une continuité fondamentale dans leurs approches qui forment une unité.
Quelques auteurs comme Otto Hintze soulignent le rôle des projets de réformes comme l'Allgemeines Landrecht de 1794. Une telle continuité confirmerait la thèse selon laquelle les réformateurs ont agi dans le cadre préexistant. Thomas Nipperdey résume le débat en écrivant qu'il y a eu des projets de réformes avant l'effondrement de 1806 mais que leurs acteurs ont manqué d'énergie pour les mettre en place et manqué de cohésion intérieure. En relation avec les réformes agraires, les travaux de Georg Friedrich Knapp suscitent une controverse depuis la fin du XIXe siècle. Ce dernier critique la politique des réformes qui selon lui a correspondu aux intérêts aristocratiques et non aux intérêts des paysans. L'influence libérale d'Adam Smith est rendue responsable de l'évolution de certains problèmes. La recherche a par la suite montrée qu'une critique globale ne peut pas être maintenue. Après tout, les propriétés des paysans se sont développées, même si les terres gagnées se sont le plus souvent révélées mauvaises.

### Nuances dans le jugement
Aujourd'hui, le succès des réformes de l'industrie est également jugé de manière nuancée. Elles sont considérées comme n'étant pas la raison immédiate de la misère des artisans étant donné l'influence réduite de la législation sur leur développement. L'historienne Barbara Vogel a essayé de dresser une conception d'ensemble des approches agraires et industrielles et de les décrire comme une « stratégie bureaucratique de modernisation ». Lorsque l'on prend en compte le développement industriel, on voit que la politique de réformes est certes centrée sur l'encouragement de l'industrie rurale dans les territoires prussiens anciens, mais qu'elle facilite surtout la percée de la révolution industrielle.

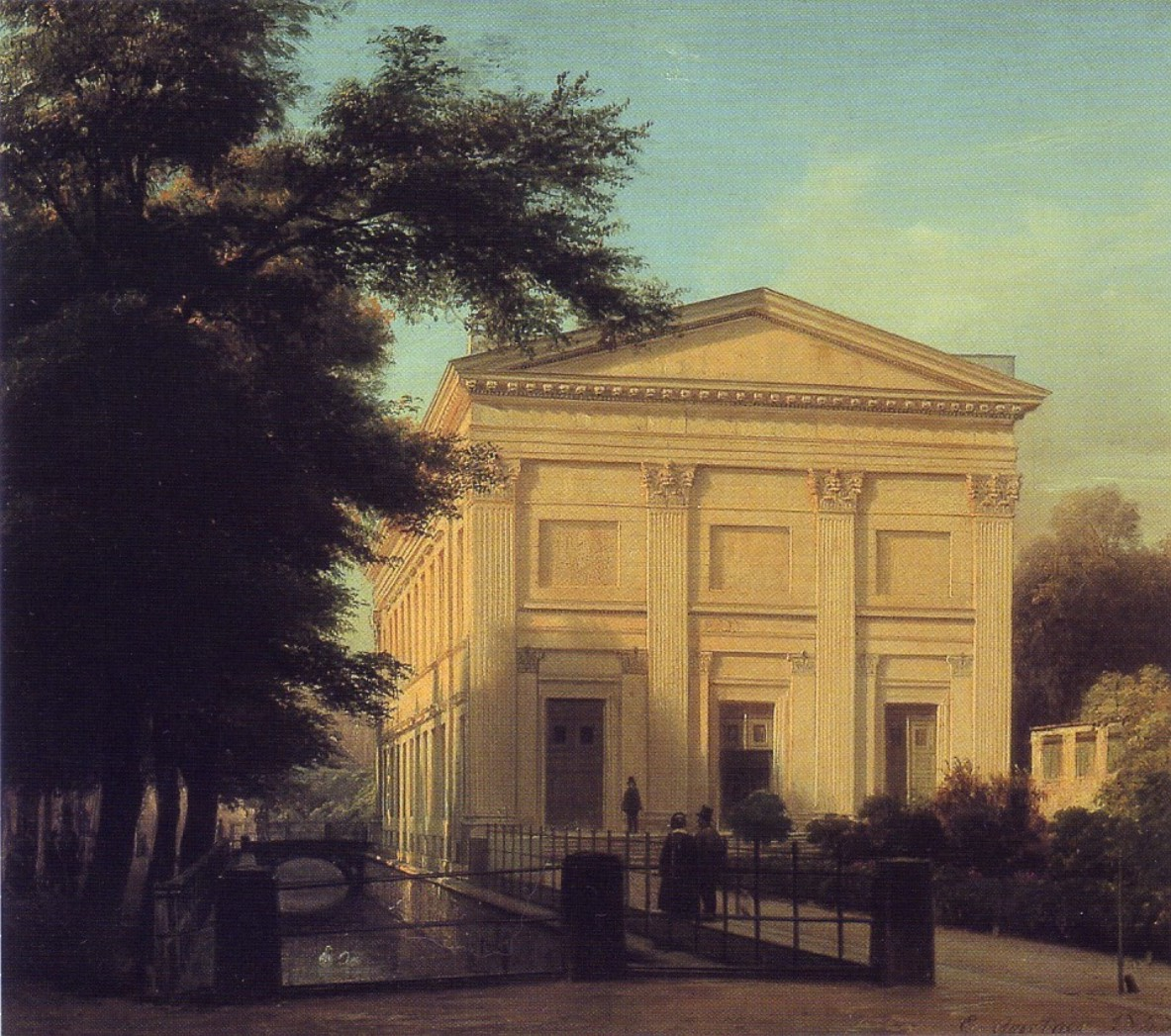
Ce n'est qu'en 1848, qu'un projet de constitution sera discuté à l'Assemblée nationale prussienne qui siège dans l'Académie de chant de Berlin.

Reinhart Koselleck essaie de donner une interprétation générale de la politique de réformes dans la perspective de la révolution de 1848 dans son ouvrage Preußen zwischen Reform und Revolution. Il différencie trois processus. L'Allgemeines Landrecht représente à l'époque de sa publication certes une réaction aux problèmes sociaux mais reste attaché aux éléments corporatifs. Koselleck voit la naissance d'un État administratif pendant l'ère des réformes et pendant le renforcement de l'administration entre 1815 et 1825 comme une anticipation constitutionnelle. Mais pendant les décennies qui ont suivi, le mouvement politique et social s'est soustrait aux contrôles de la bureaucratie. Après la fin de la période des réformes, Koselleck souligne la rupture de l'équilibre entre les hauts-fonctionnaires et les bourgeois de la Bildungsbürgertum (de) ne possédant pas de charges de fonctionnaires. Selon lui, la bureaucratie a représenté l'intérêt général contre l'intérêt individuel. La non-instauration d'une représentation nationale aurait été motivée par la crainte de voir le mouvement réformateur s'arrêter.
L'historien Hans Rosenberg et plus tard les représentants de l'École de Bielefeld soutiendront la thèse que la fin du processus qui aurait mené à une constitution en Prusse est une des raisons de l'échec de sa démocratisation. Elle serait également l'une des raisons du Sonderweg. Hans-Jürgen Puhle, professeur à l'université Johann Wolfgang Goethe de Francfort, tient même le régime prussien comme « à long terme programmé vers sa perte ». D'autres chercheurs plutôt orientés vers l'historisme comme Thomas Nipperdey soulignent la divergence entre les intentions des acteurs et les conséquences inattendues qui en ont découlé.
Aujourd'hui et depuis quelques décennies, les réformes prussiennes entre 1807 et 1819 perdent leur position centrale dans la recherche historique sur le XIXe siècle. Le fait que les réformes dans les États de la confédération du Rhin aient été considérées comme semblables par beaucoup d'historiens y contribue. On peut également rattacher à cela le fait que les régions prussiennes dynamiques dans le domaine industriel et social ont appartenu à la sphère d'influence française directement ou indirectement jusqu'à la fin de l'ère napoléonienne.

## Hommages aux réformateurs
De nombreuses statues ont été créées en l'honneur des différents réformateurs, notamment Stein.
En 1870, une statue exécutée par Hermann Schievelbein est érigée sur la Dönhoffplatz à Berlin. Sur le socle, on peut lire « Au ministre Baron vom Stein. La patrie reconnaissante ». À ses côtés, on érige en 1907 une statue d'Hardenberg, œuvre de Martin Götze. La statue de Stein se trouve aujourd'hui devant le Preussischer Landtag de Berlin.
Mais l'un des monuments les plus importants est sans doute celui situé sur le Heumarkt à Cologne. Il se compose d'une statue équestre du roi Frédéric-Guillaume III surélevée sur un socle et entourée de statues des personnages importants de l'époque. De nombreux réformateurs prussiens sont représentés : Stein, Hardenberg, Gneisenau, Scharnhorst, Humboldt, Schön, Niebuhr, Beuth, etc. Le monument, dont le projet est lancé en 1857, est exécuté par Gustav Blaeser. Une médaille commémorative est frappée pour l'inauguration le 26 septembre 1878. Le recto présente le roi Guillaume Ier et sa femme. Le verso montre le monument et la phrase « Au roi Frédéric-Guillaume III, les États rhénans reconnaissants ». Le monument rappelle beaucoup celui sculpté en l'honneur de Frédéric II par Christian Daniel Rauch, maître de Blaeser, et qui est érigé à Berlin.
Des timbres ont été émis comme ceux sur Stein en 1957 et 2007, ou celui sur Humboldt en 1952. Enfin, de nombreuses rues portent le nom des réformateurs. Berlin compte en particulier une Humboldtstraße, une Hardenbergstraße, une Freiherr-Vom-Stein-Straße, une Niebuhrstraße, une Gneisenaustraße ou encore une Scharnhorststraße.

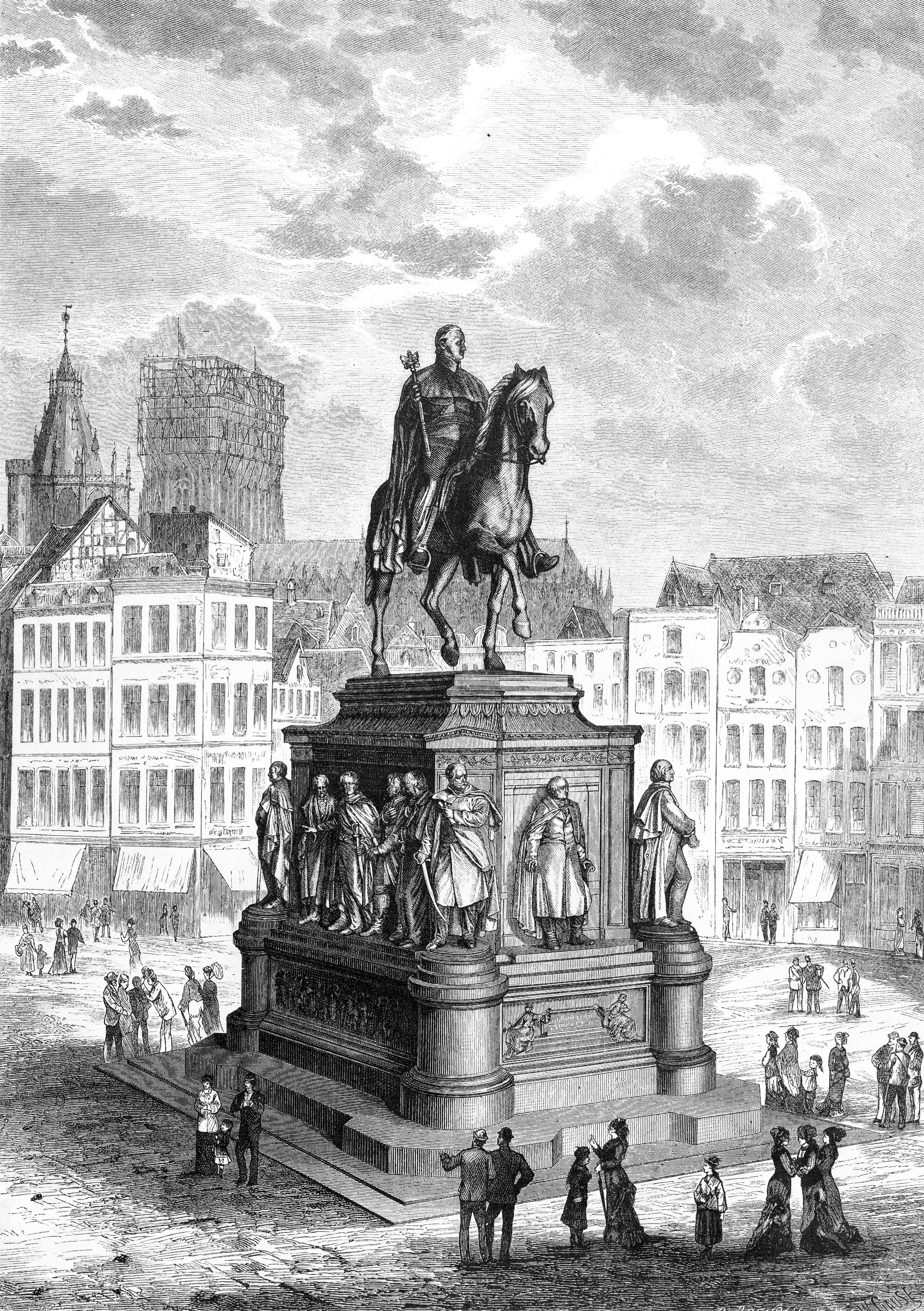
Monument à la gloire de Frédéric-Guillaume III et des réformateurs prussiens à Cologne (1878)
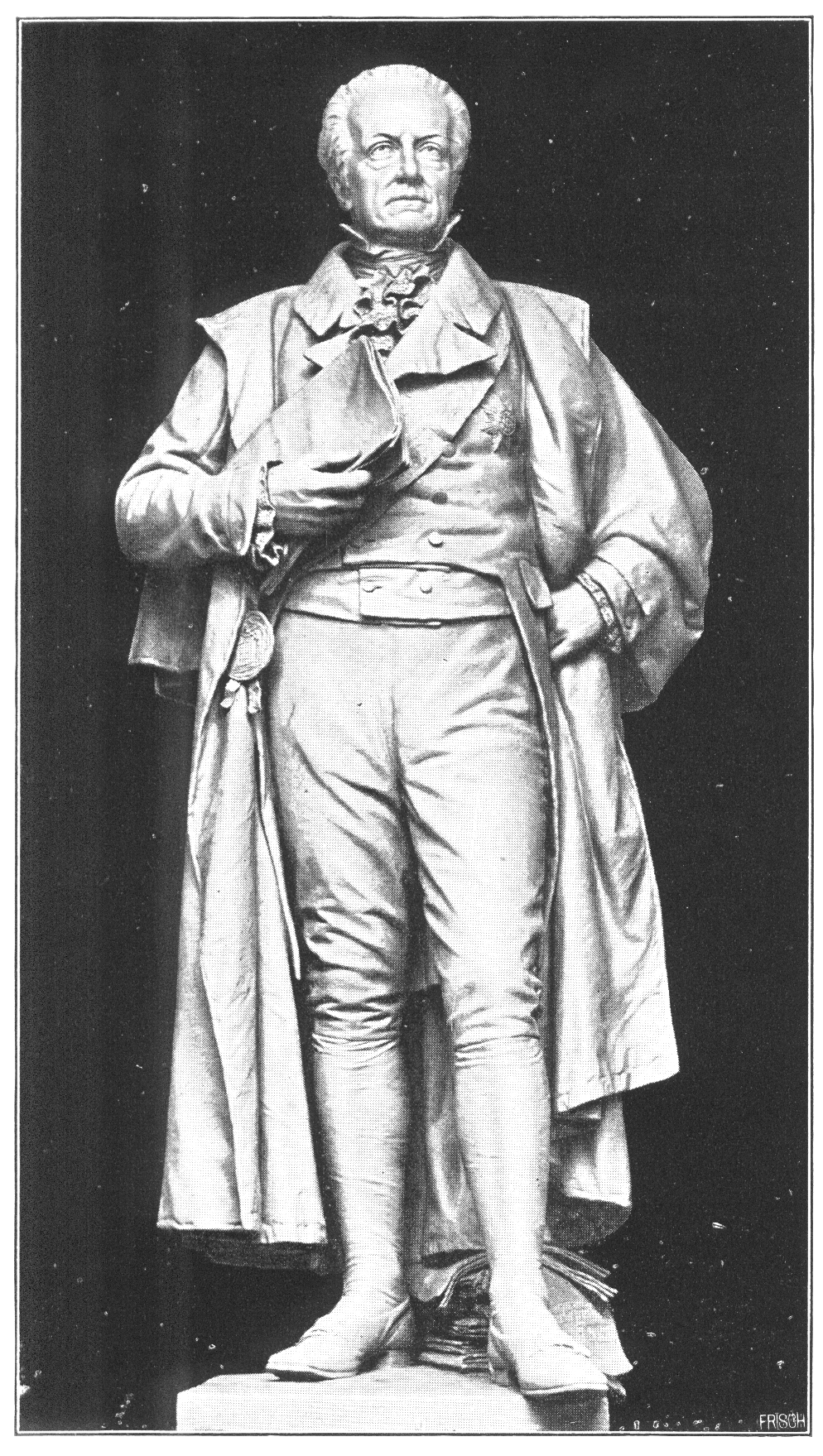
Statue d'Hardenberg sur la Dönhoffplatz à Berlin (1907)
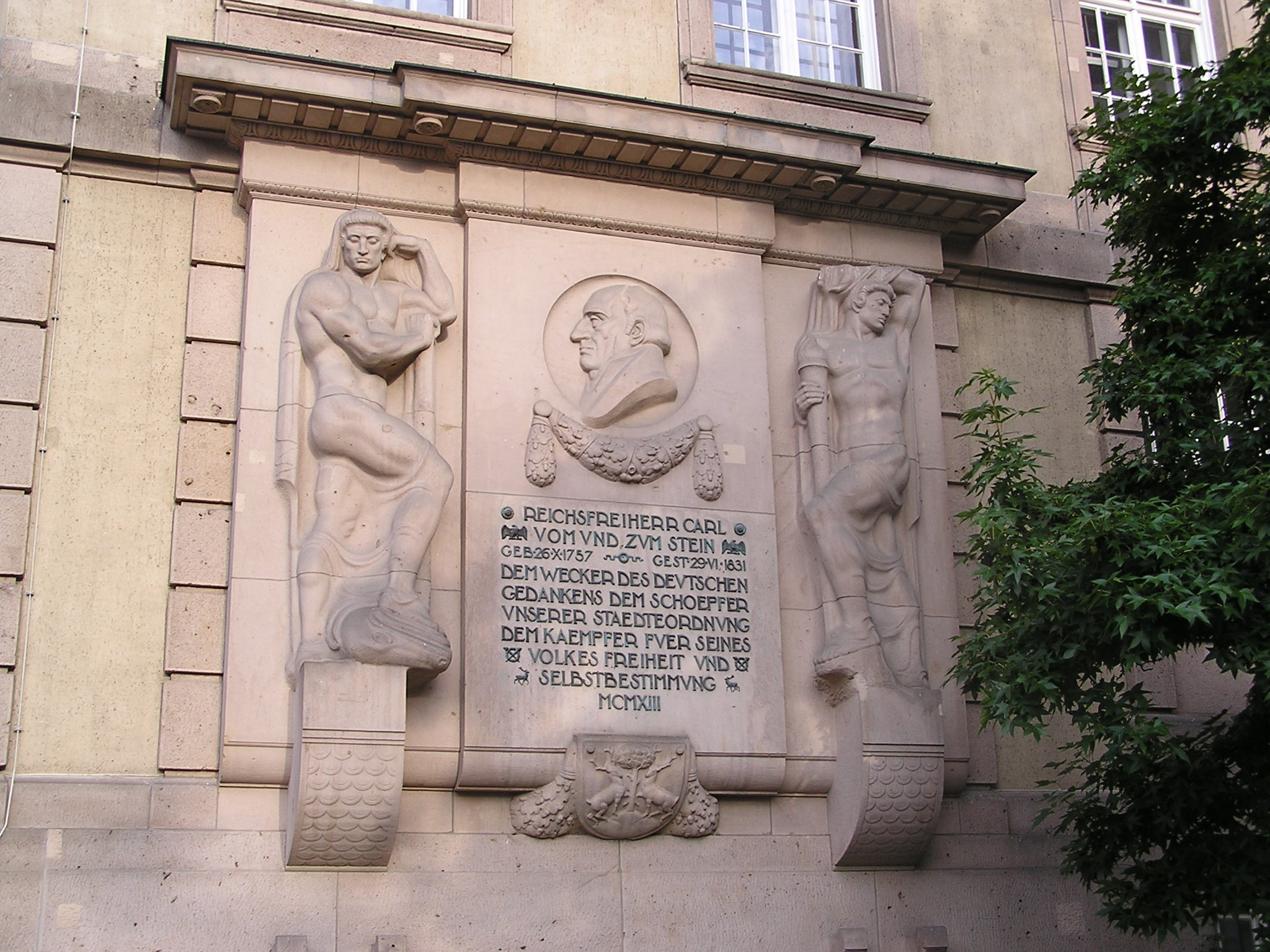
Plaque célébrant Stein et la Städteordnung à Berlin (1913)
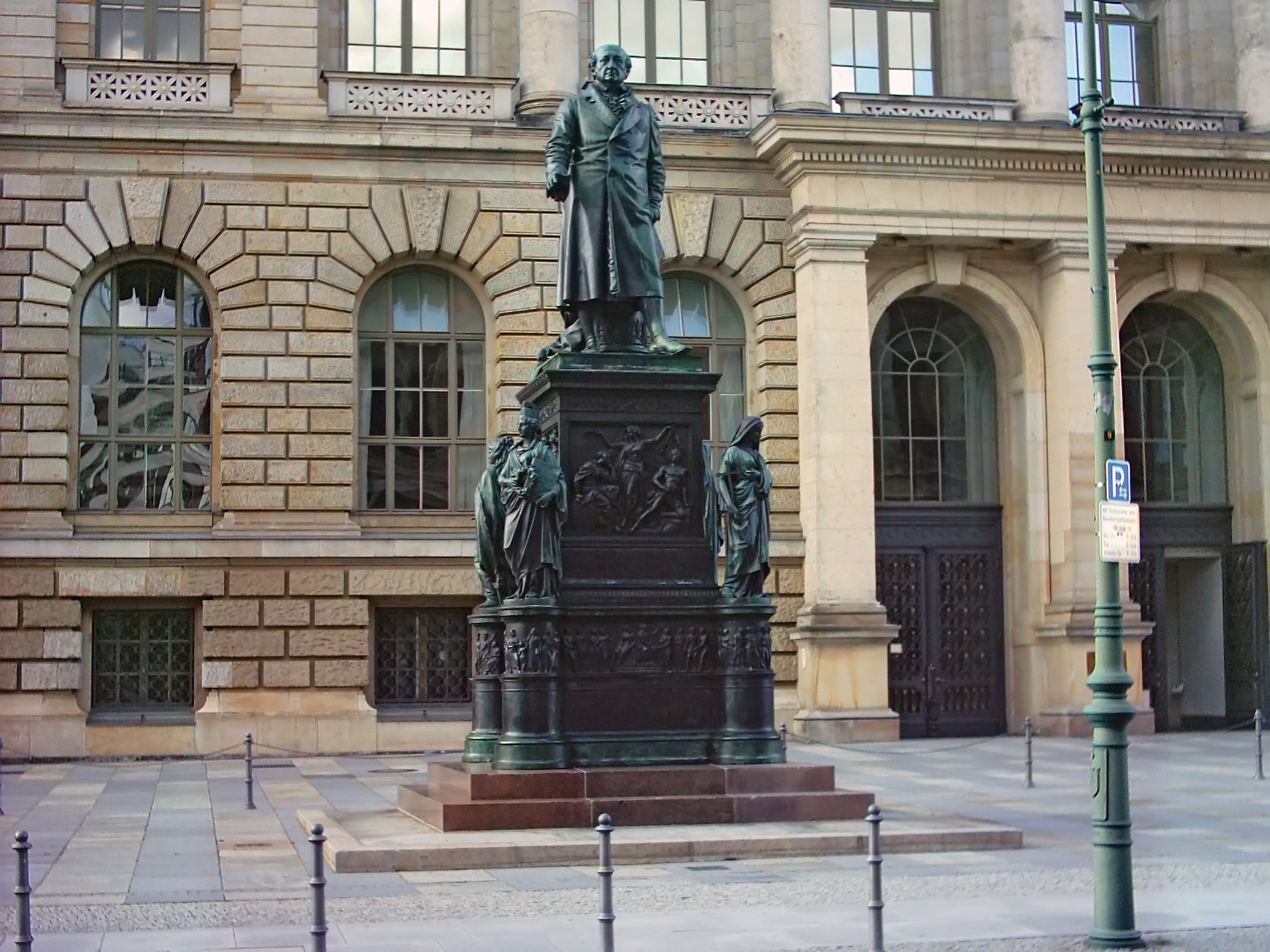
Statue de Stein devant le Preussischer Landtag à Berlin (1870)
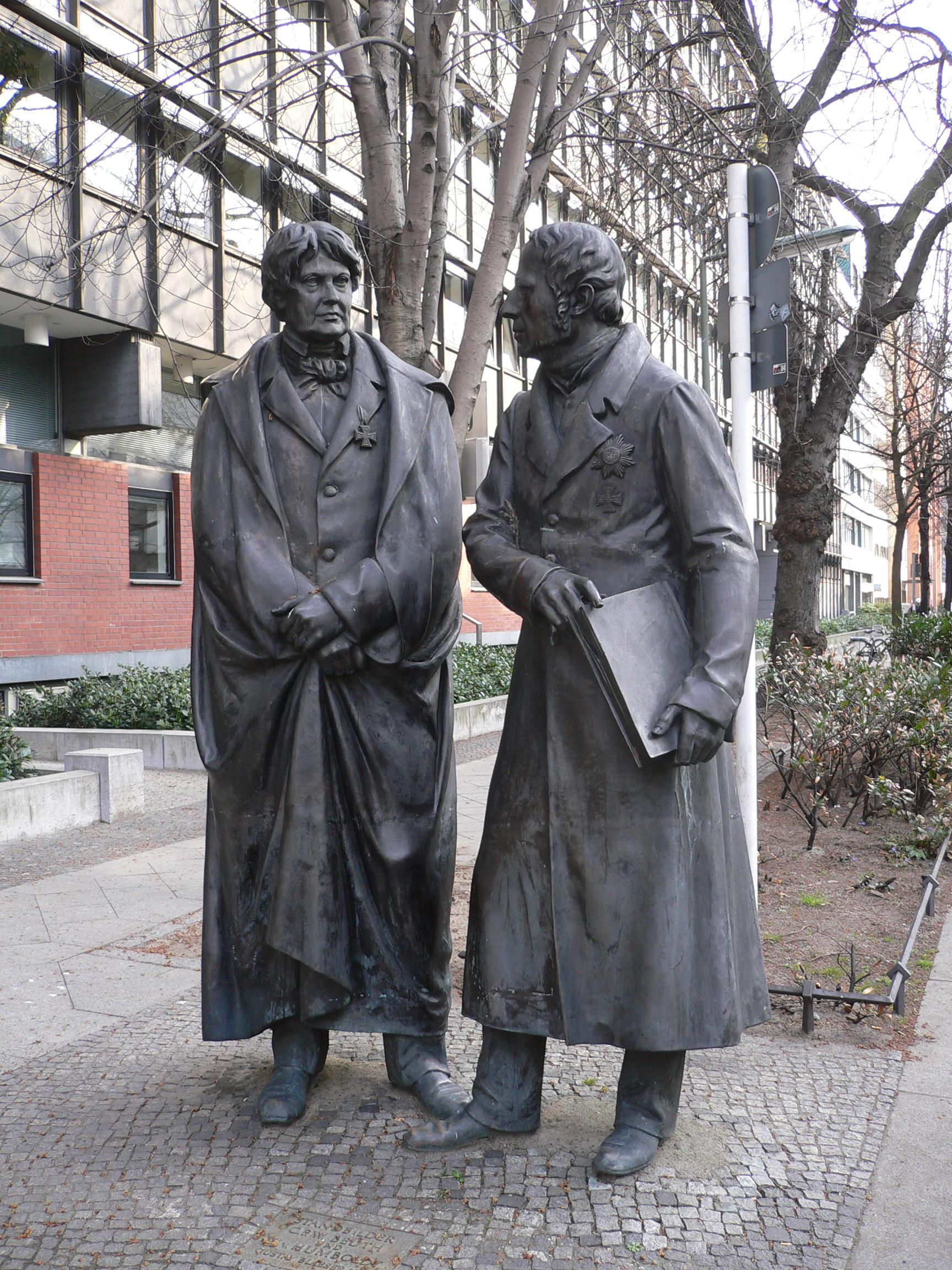
Statue de Beuth et Humboldt dans le Tiergarten à Berlin (1878)
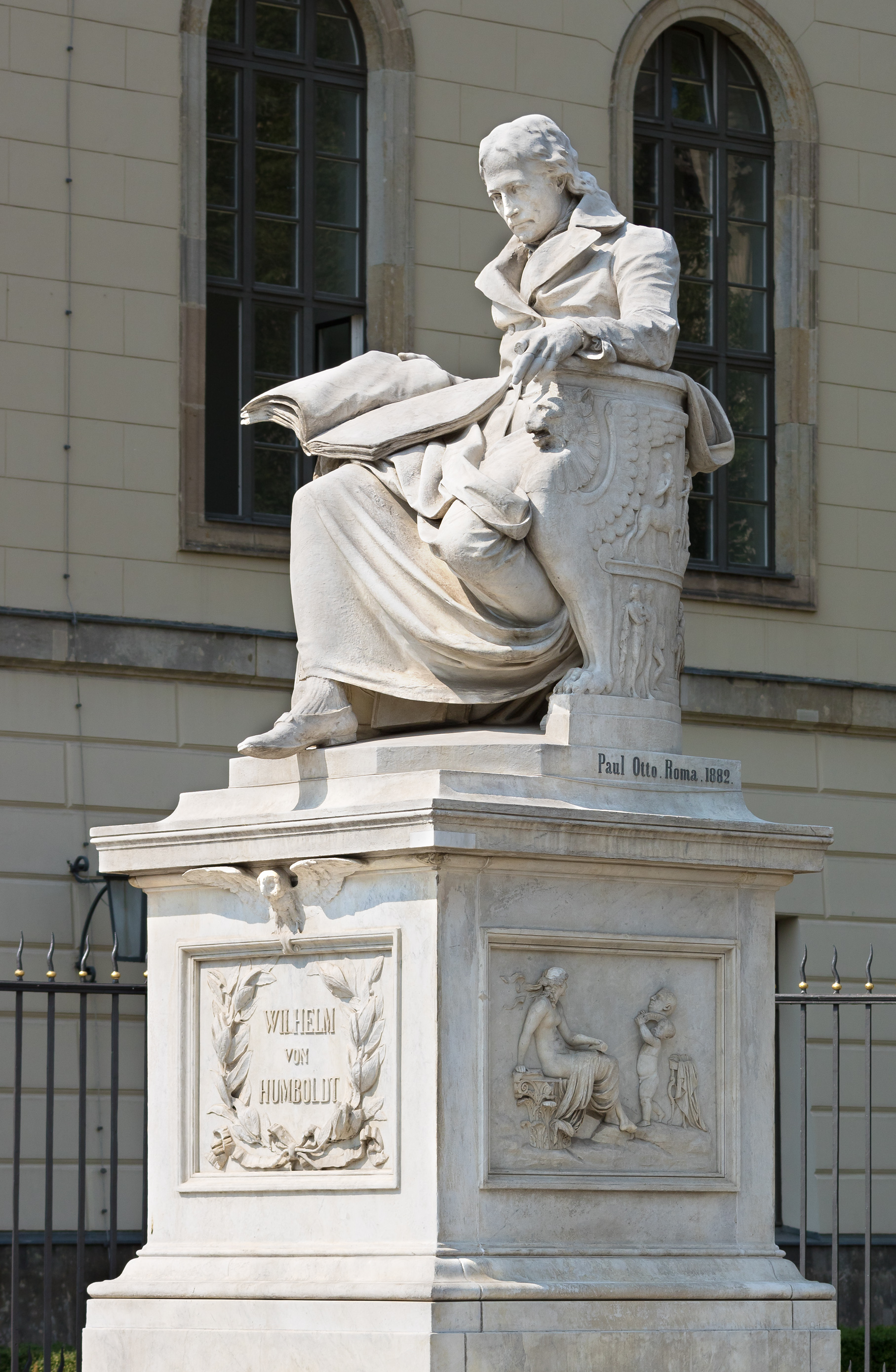
Statue de Humboldt devant l'université Humboldt à Berlin (1882)
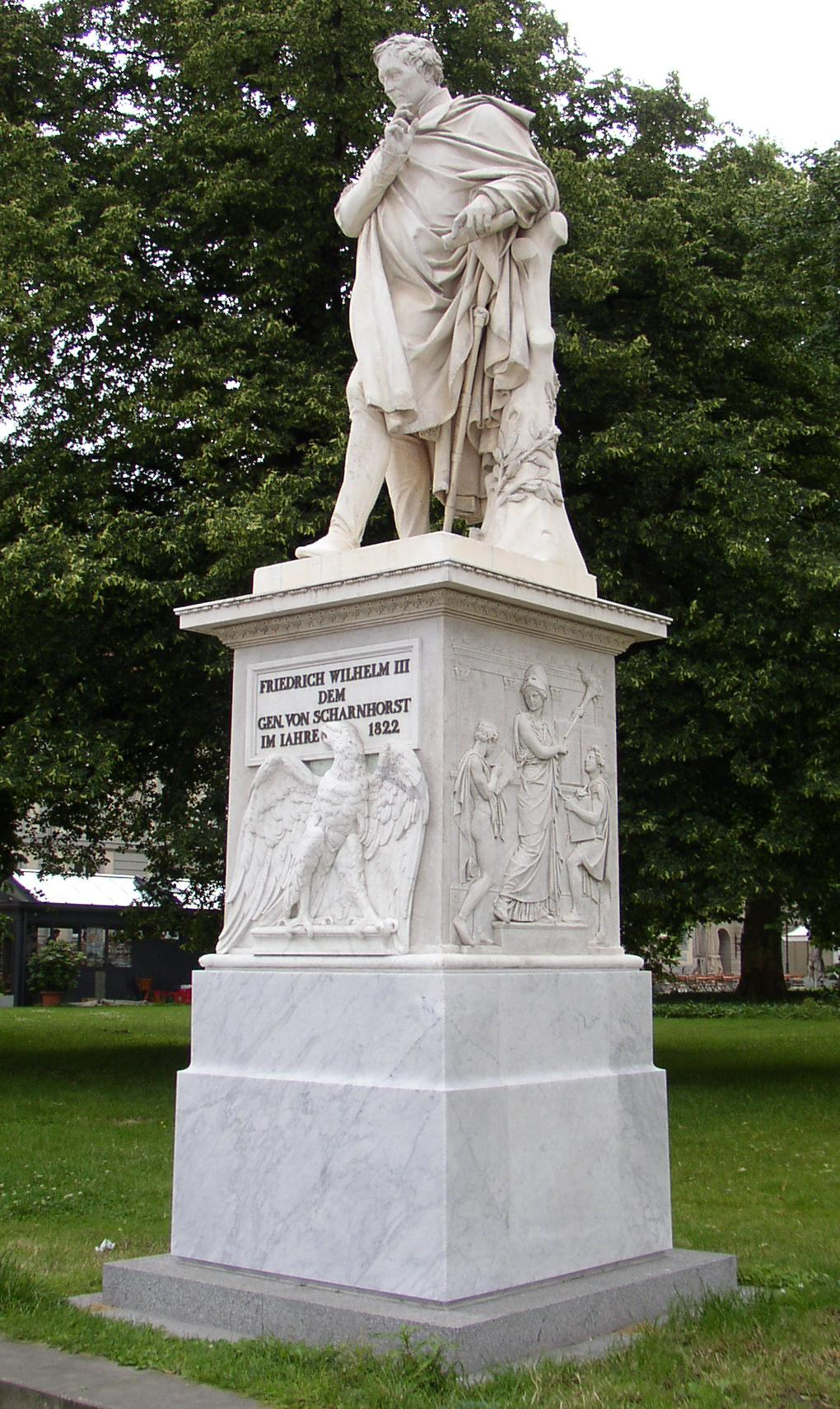
Statue de Scharnhorst à Berlin (1822)
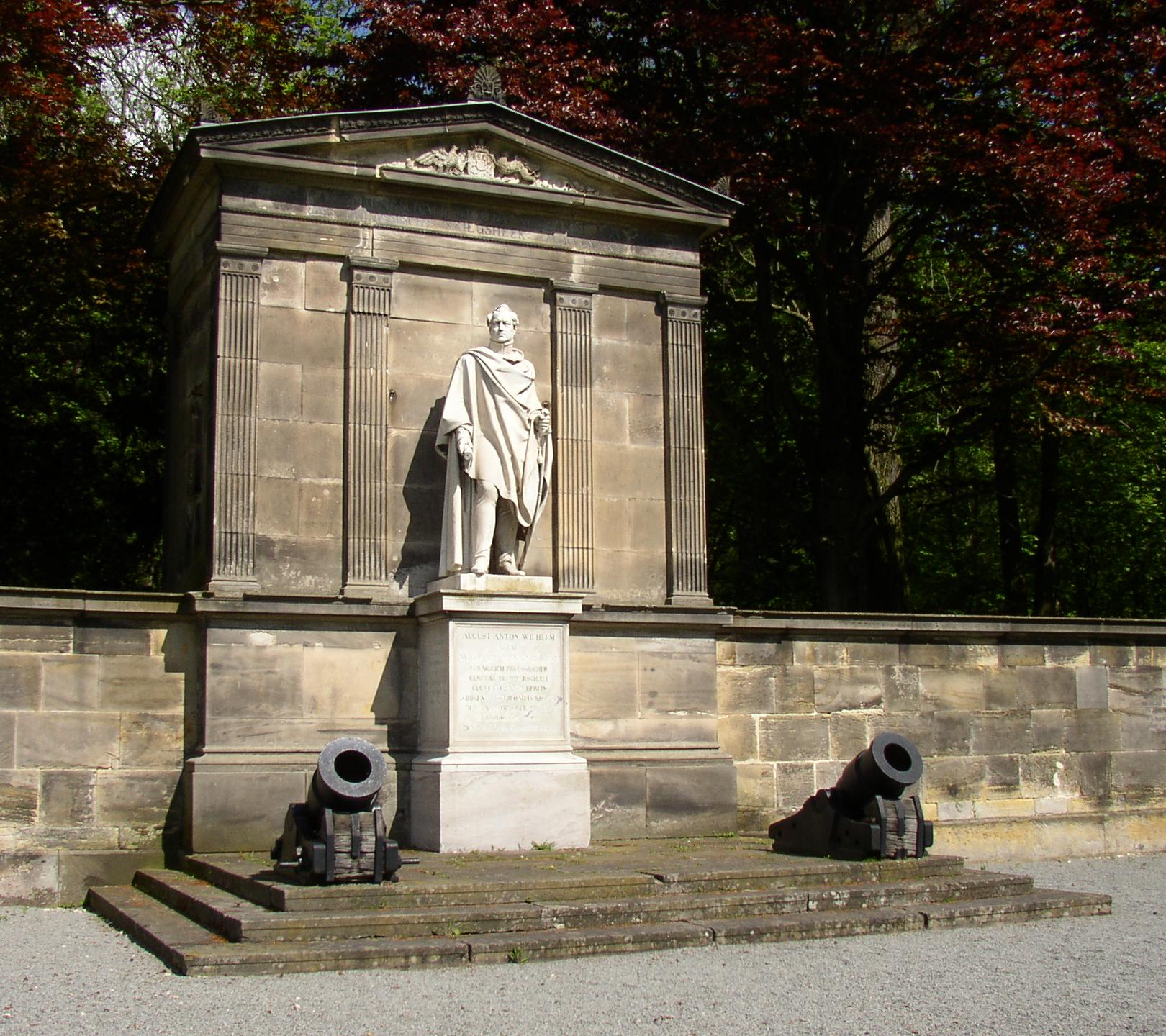
Mémorial à Gneisenau à Sommersdorf-Sommerschenburg (1835)
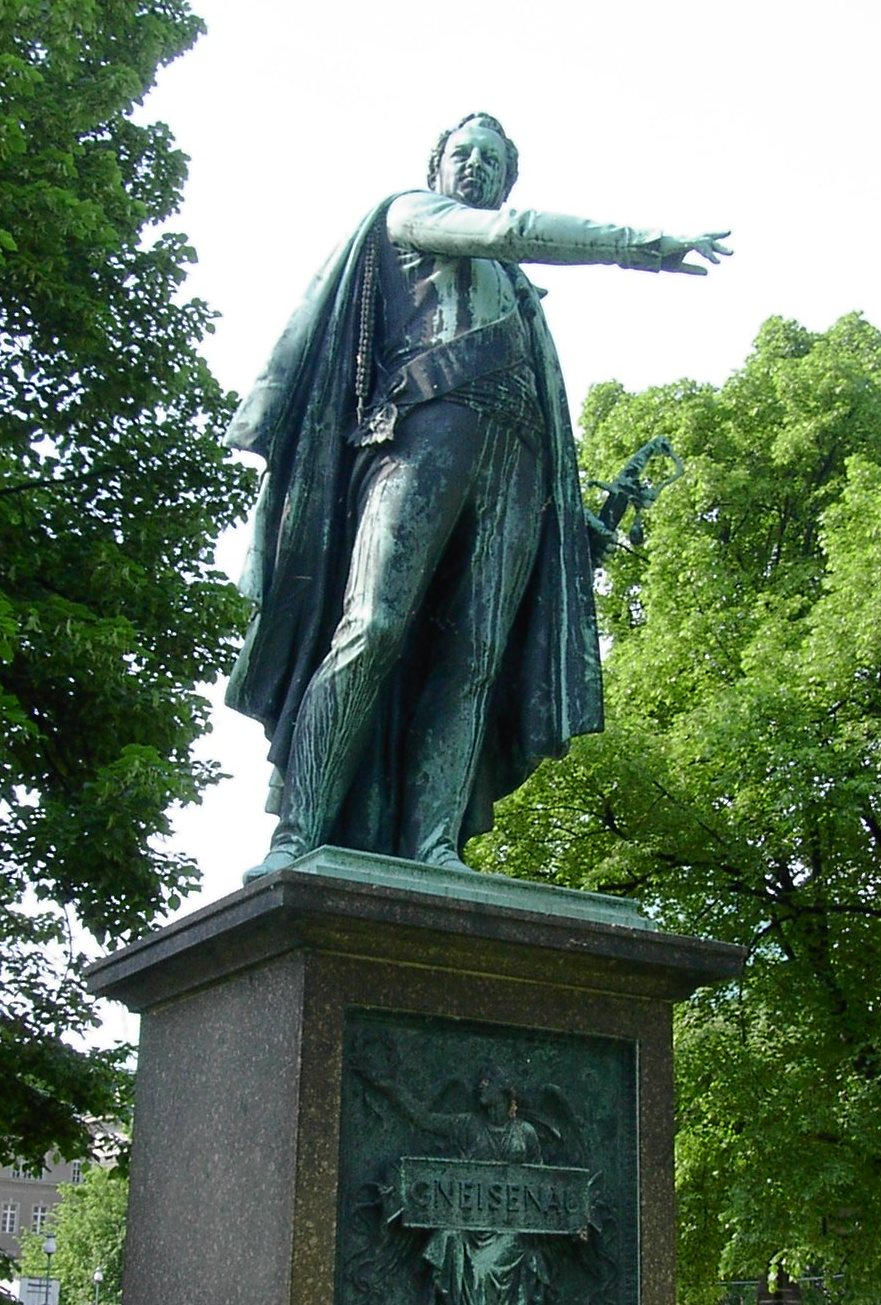
Statue de Gneisenau à Berlin (1855)
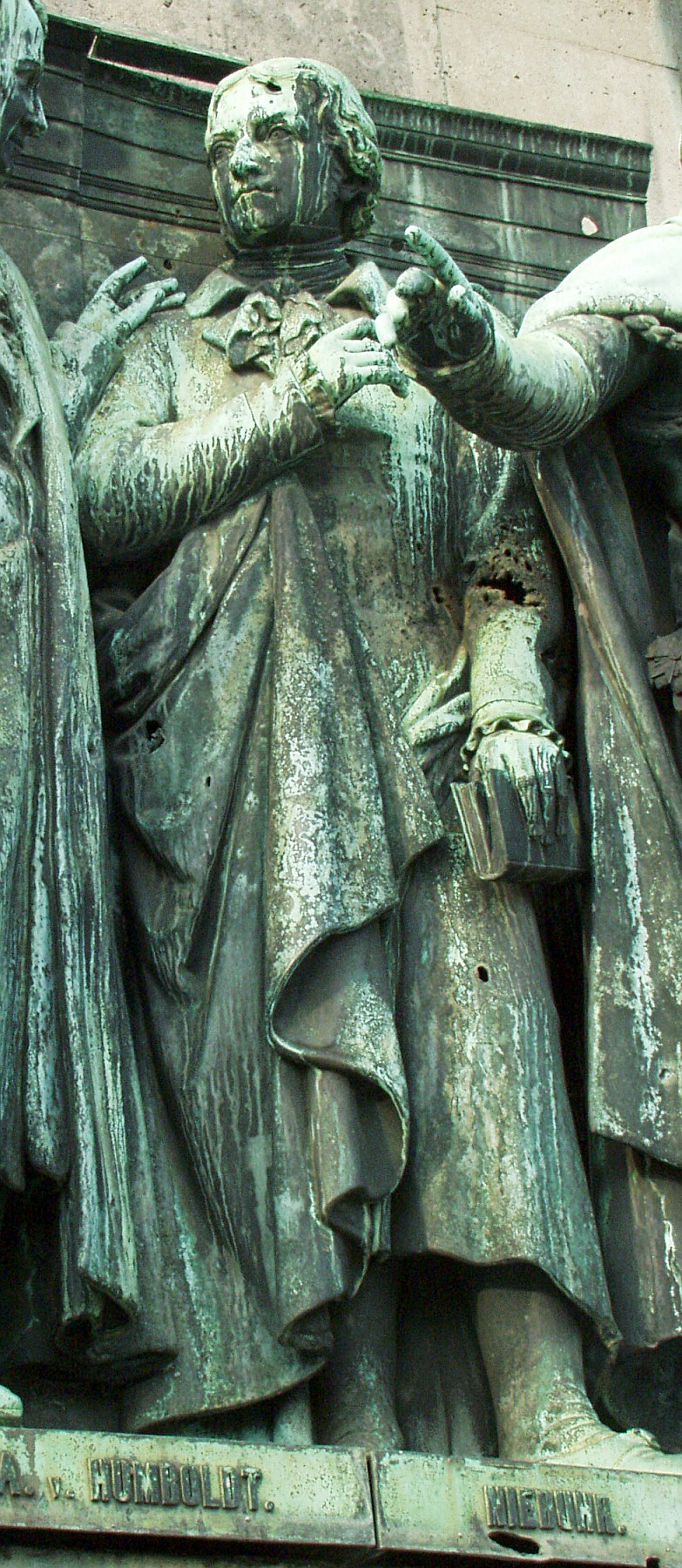
Statue de Niebuhr à Cologne (1878)

### Histoire de la Prusse
- (fr) Jean Paul Bled, Histoire de la Prusse, Fayard, 2007  (ISBN 2-213-62678-2)
- (de) Otto Büsch/Wolfgang Neugebauer (Bearb. u. Hg.): Moderne Preußische Geschichte 1648–1947. Eine Anthologie, 3 volumes, Walter de Gruyter, Berlin, New York, 1981  (ISBN 3-11-008324-8)
- (de) Werner Hahlweg (de): Preußische Reformzeit und revolutionärer Krieg (= Wehrwissenschaftliche Rundschau. Beiheft 18). Mittler, Berlin u. a. 1962.
- (de) Reinhart Koselleck: Preußen zwischen Reform und Revolution. Allgemeines Landrecht, Verwaltung und soziale Bewegung von 1791 bis 1848. Klett-Cotta, Stuttgart 1967  (ISBN 3-12-905050-7) (Habilitationsschrift Heidelberg 1965).
- (de) Wolfgang Neugebauer, Die Geschichte Preußens. Von den Anfängen bis 1947, Piper, Munich, 2006  (ISBN 3-492-24355-X)
- (de) Thomas Nipperdey, Deutsche Geschichte 1800-1866. Bürgerwelt und starker Staat, Munich, 1998  (ISBN 3-406-44038-X)
- (de) Eberhard Straub (de), Eine kleine Geschichte Preußens, Siedler, Berlin, 2001,  (ISBN 3-88680-723-1)

### Réformes
- (fr) René Bouvier, Le redressement de la Prusse après Iéna, Sorlot, 1941
- (fr) Godefroy Cavaignac, La Formation de la Prusse contemporaine (1806-1813). 1. Les Origines - Le Ministère de Stein, 1806-1808, Paris, 1891
- (de) Gordon A. Craig, Das Scheitern der Reform: Stein und Marwitz. In: Das Ende Preußens. Acht Porträts. 2. Auflage. Beck, München 2001, p. 13-38  (ISBN 3-406-45964-1)
- (de) Walther Hubatsch, Die Stein-Hardenbergschen Reformen. Darmstadt: Wissenschaftliche Buchgesellschaft, 1989  (ISBN 3-534-05357-5)
- (en) Marion W. Gray, Prussia in Transition. Society and politics under the Stein Reform Ministry of 1808, Philadelphia, 1986
- (de) Paul Nolte (de), Staatsbildung und Gesellschaftsreform. Politische Reformen in Preußen und den süddeutschen Staaten 1800-1820, Frankfurt/New York, Campus-Verlag, 1990  (ISBN 3-593-34292-8)
- (fr) Maurice Poizat, Les Réformes de Stein et de Hardenberg et la Féodalité en Prusse au commencement du XIXe siècle, thèse pour le doctorat, Faculté de Droit, Paris, 1901
- (de) Barbara Vogel, Preußische Reformen 1807-1820, Königstein, 1980

### Aspects des réformes
- (de) Christof Dipper (de), Die Bauernbefreiunng in Deutschland 1790-1850, Stuttgart, 1980
- (de) Werner Frotscher (de), Bodo Pieroth (de): Verfassungsgeschichte. 5. Auflage. München 2005  (ISBN 3-406-53411-2), § 7.
- (de) Jürgen Kloosterhuis, Sönke Neitzel (Hrsg.): Krise, Reformen – und Militär. Preußen vor und nach der Katastrophe von 1806. Duncker & Humblot, Berlin 2009  (ISBN 978-3-428-13096-2).
- (de) Georg Friedrich Knapp, Die Bauernbefreiung und der Ursprung der Landarbeiter in den älteren Teilen Preußens t. 1 : Überblick der Entwicklung, Leipzig, 1887
- (de) Jürgen Manthey: Die preußischen Reformen, nicht aus der Not geboren, in ders.: Königsberg. Geschichte einer Weltbürgerrepublik. München 2005  (ISBN 978-3-423-34318-3), S. 351–359.
- (de) Clemens Menze (de), Die Bildungsreform Wilhelm von Humboldts, Hannover, 1975
- (de) Wilhelm Ribhegge (no), Preussen im Westen. Kampf um den Parlamentarismus in Rheinland und Westfalen. Münster, 2008
- (de) Hans-Ulrich Wehler, Deutsche Gesellschaftsgeschichte : Vom Feudalismus des alten Reiches bis zur defensiven Modernisierung der Reformära. 1700-1815, vol. 1, München, C.H. Beck, 1987 (ISBN 3-406-32261-1).
- (de) Theodor Winkler/Hans Rothfels, Johann Gottfried Frey und die Enstehung der preussischen Selbstverwaltung, Kohlhammer, 1957